# ラグビーユニオンの歴史

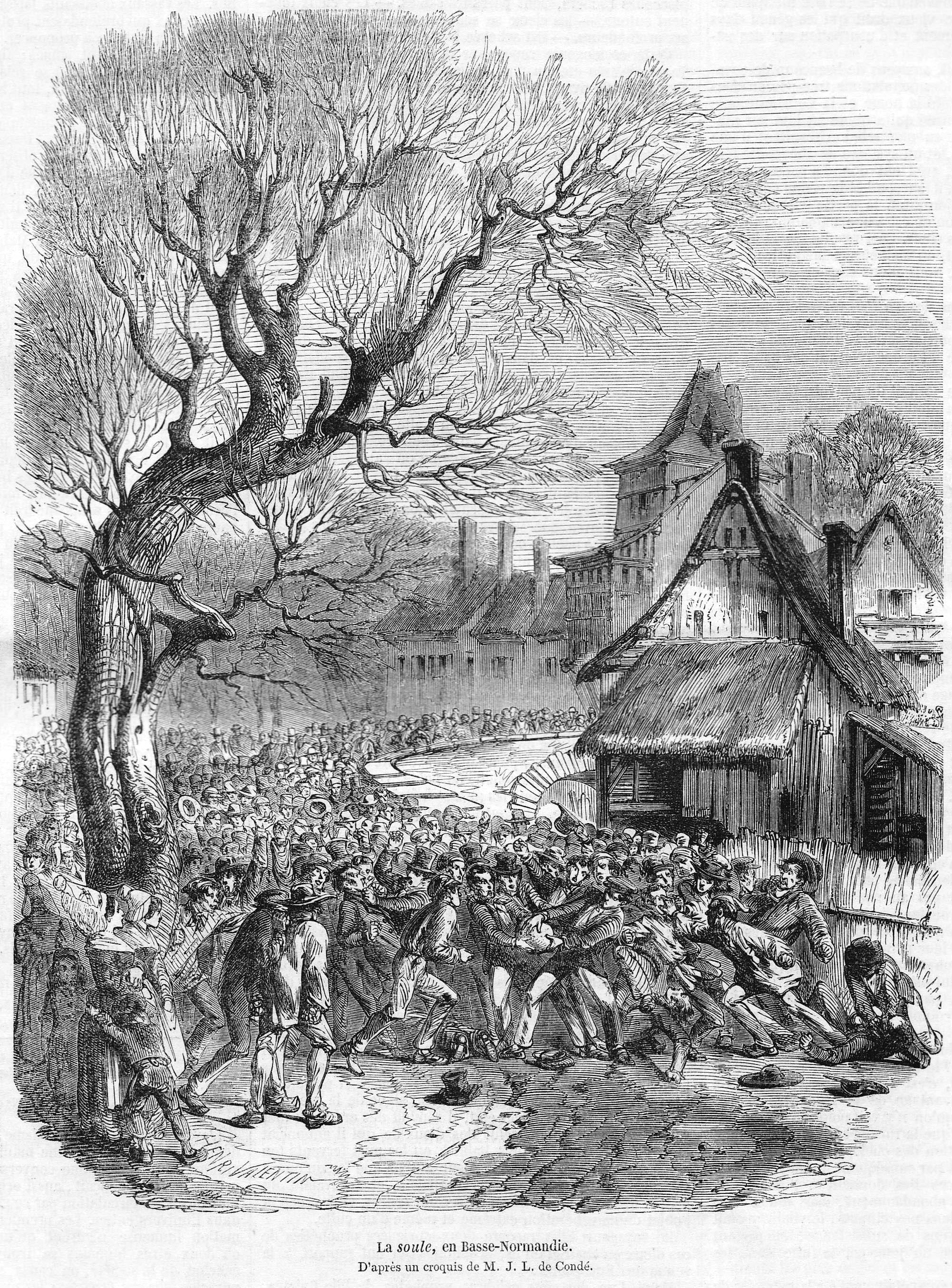
1852年、フランス・バス＝ノルマンディー地域圏で行われたラ・スール（La soule）におけるスクラミッジ（scrummage）。

ラグビーユニオンの歴史（ラグビーユニオンのれきし）は、19世紀よりずっと以前の様々なフットボール競技から続いているが、19世紀の中頃までは競技規則の策定および法典化はされなかった。後にラグビーユニオンの名で知られるようになるこのフットボールのコード（法典）は、1845年の最初の明文化された規則、1863年のブラックヒース・クラブのフットボール協会離脱の決定、1871年のラグビーフットボール連合（ラグビー・フットボール・ユニオン、RFU）の結成、という3つの出来事に端を発する。このコードは最初は単純に「ラグビーフットボール」として知られていた。1895年に、選手への支払い問題を一因として、ラグビー界が分裂した。これはラグビーリーグという別のコードの形成につながり、元のラグビーコードと区別するために「ラグビーユニオン」（ユニオン式ラグビーという意味）という名称が使われた。その歴史上ほとんどの時代において、ラグビーユニオンは厳格なアマチュア主義を取るフットボールコードであり、このスポーツの管理者らはプロフェッショナルと見なした選手に対して頻繁に追放処分や制限を課した。ラグビーユニオンが「開かれた」競技と宣言されたのは1995年のことで、コードの統括団体である国際ラグビーフットボール評議会（IRFB、現在のワールドラグビー）によってプロフェッショナリズムが認められた。
本項では組織名の「Union」（ユニオン）の訳語として「連合」を使用する。

## ラグビーユニオンの先行競技

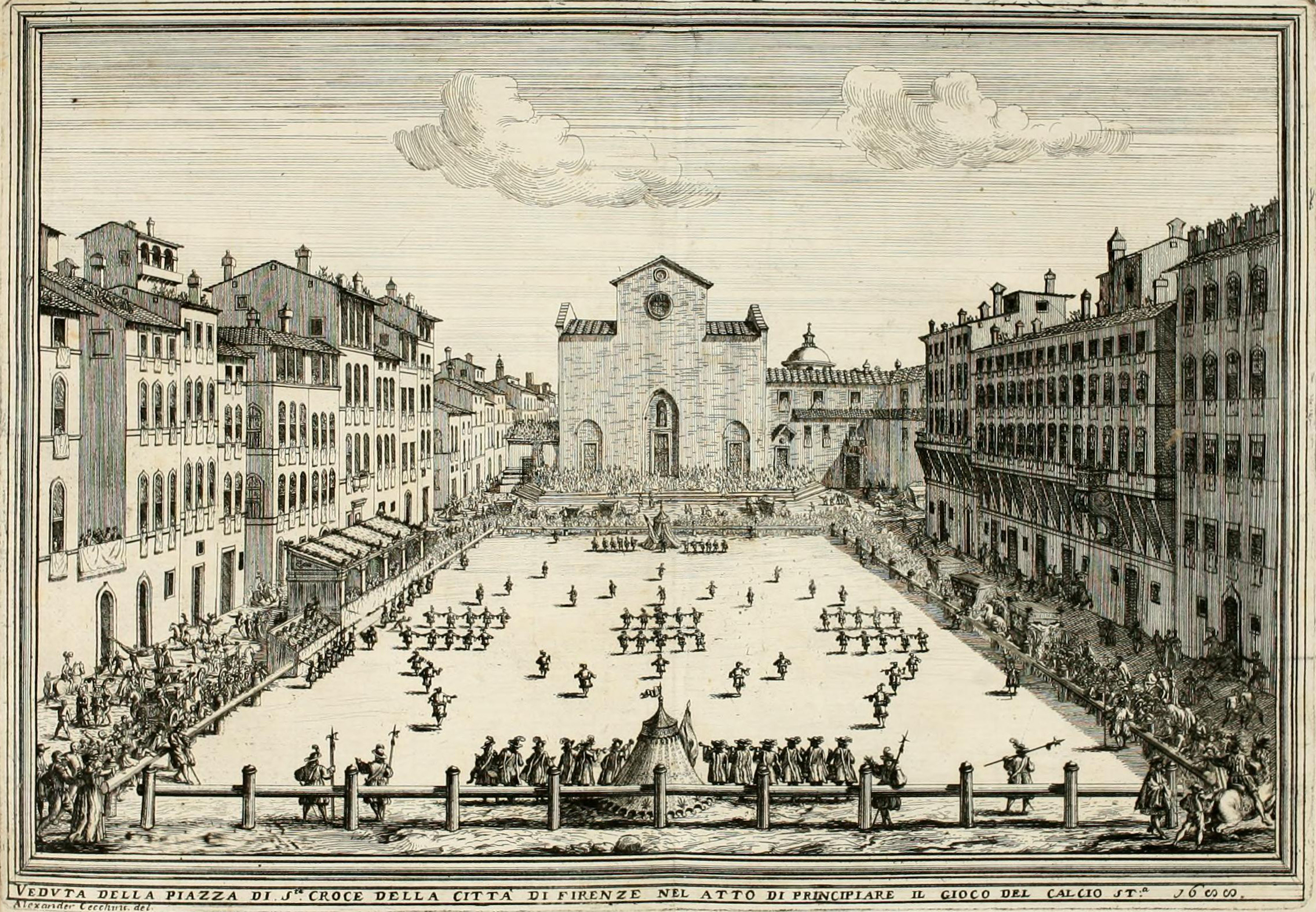
カルチョ・フィオレンティノを描いた版画（1688年）

ラグビーフットボールはラグビー校で法典化されたものの、ラグビーをプレーする多くの国々にはラグビーと似たフットボール競技が前から存在した。
ラグビーと似た様々な形態の伝統フットボールはヨーロッパやその外側に至るところでプレーされてきた。これらの多くには、ボールを手で扱うこと、スクラミッジの形成が含まれた。例えば、ニュージーランドのキ・オ・ラヒ、オーストラリアのマーングルーク、日本の蹴鞠、ジョージアのレロ・ブルティ、スコッティッシュボーダーズのジェダート・バとコーンウォールのコーニッシュ・ハーリング、中央イタリアのカルチョ・フィオレンティノ、ウェールズ南部のクナパン、イースト・アングリアのキャンプボール、アイルランドのケイド（ゲーリックフットボールの先祖）などである。
イングランドにおいてほぼ確実にフットボールであったゲームの最初の詳細な記述は、およそ1174–1183年にウィリアム・フィッツスティーヴンによって残されている。フィッツスティーヴンは、告解の火曜日の年中行事中のロンドンの若者の活動を記述した。
昼食をすませると、ロンドンのすべての若者は、ball game（球技）に参加するためにfields（フィールド、試合場）へと出かけていった。それぞれの学校の生徒は自分達のボールを持っていた; 各都市の組合の労働者もまた自分達のボールを持って来ていた。年配の市民、父親達、裕福な市民は、彼らの息子達が競いあうのを見るために、そうして若かりし頃の自分たちを思い重ねるために、馬に乗ってやってきていた。
フットボール競技、特に最も乱暴で破壊的な形態のフットボールを禁止する幾多の試みが行われてきた。これは、特に中世と近世のイングランドやその他のヨーロッパ地域で当て嵌まった。1324年から1667年の間、イングランドだけでも、30以上の国家法と地方法によってフットボールは禁止された。このような法律を繰り返し布告する必要があったことは、人気のある競技を禁止することがいかに困難であったかを証明している。イングランド王エドワード2世は、ロンドンにおけるフットボールの手に負えなさに悩まされ、1314年4月13日にフットボールを禁止する声明を発表した。
「この都市においてやかましい音の原因となっている大きなボールを追い掛け回す行為は神が禁じる邪悪を生じることから、我々は、国王の代理として、今後そのような競技をこの都市で禁止することを命ずる。さもなくば禁固刑」。
1531年、トーマス・エリオットはイングランドの「フットボール（footeballe）はけだもののような激しさと過激な暴力以外のなにものでもない」と書いた。
ボールを手にもって運ぶプレーを含むフットボール競技は、ウィリアム・ウェブ・エリスがこういったプレーを発明したと主張されている時代に至るまで、世紀を超えてプレーされ続けた。早ければ1440年にも記録され、19世紀まで生き残っていた一つの形態が、キャンピング（Camping）、キャンパン（Campan）、キャンプボール（Camp-ball）、キャンピオン（Campyon）などと様々に呼ばれていたイースト・アングリアの競技である。これは、前進を継続するためにボールを手で持って運ぶこと、ボールを選手から選手にトスすることに明白に基づいていた。1823年（皮肉にもラグビーの「発明」の年である）にこの競技について書いた観察者によれば、
「それぞれの部隊（party）は、10または15ヤード離れた2つのゴールを有する。部隊は、1サイドが10または15人で、横に隊列を組んで、自分達のゴールと対戦相手との間の中央に約10ヤードの距離を取って互いに向い合う。公平な観客がクリケットボールの大きさのボールを向かい合った選手らの中間で投げ上げ、そして脱出する。落下してくるボールを掴み取るために選手が殺到する。最初にボールを捕まえた選手が自陣（home）へ疾走し、仲間の助けを受けながら、対戦相手の間を前進する。もし捕まえられる、というよりは捕えられる危険があるならば、ボールを保持したまま捕まるとsnotchを失うので、あまり包囲されておらず、より自由で、より元気のある仲間へとボールを投げる（決してボールを手渡してはならない）。もしその過程でボールを狙う相手や注意深い対戦相手にに阻まれたり押し退けられたりしなければ、ボールは捕球され、そして同じように自陣の方へ急ぎ、同じように追い掛けられ、困らせられ、助けを受ける。どうにかして、ゴール内にボールを運ぶあるいは投げ入れると、notchまたはsnotchを獲得する。Snotchを失ったり得たりすると、はじめから再開される。」

## 19世紀

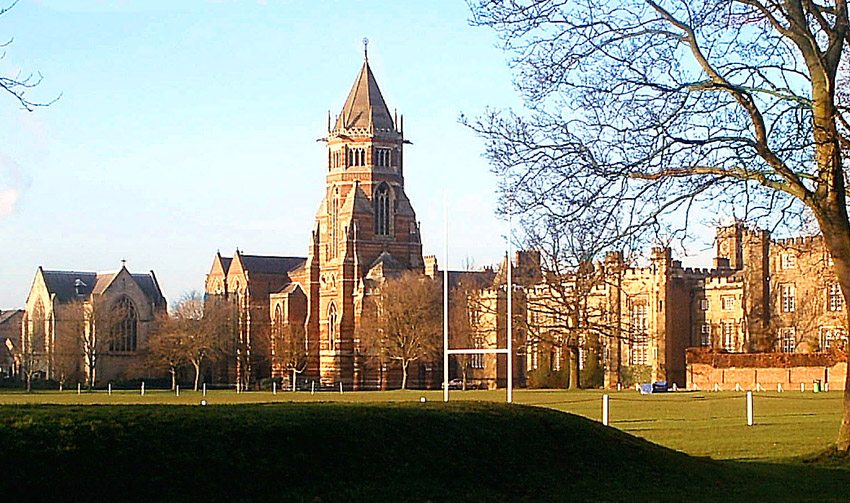
ラグビー校

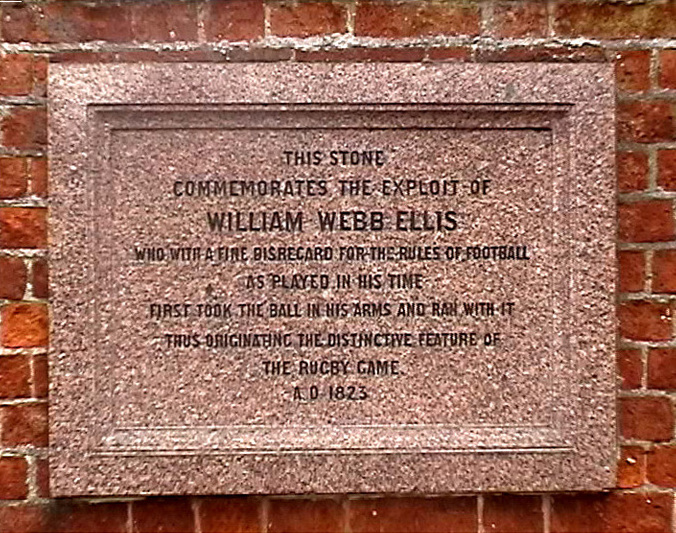
「この碑は、1823年当時のフットボールのルールをみごとに無視し、初めてボールを腕にかかえて走り出してラグビーゲーム独自の特徴をつくり出したウィリアム・ウェブ・エリスの功績を記念する。」

### 初期の歴史
フットボールをプレーすることはイングランドにおいて長い伝統があり、ラグビー校では1845年に3人の少年が初の明文化された規則を発表する前の200年間にわたって幾通りものフットボールがおそらくプレーされてきていた。規則は教師ではなく常に生徒によって決定され、新入生が入るたびに頻繁に修正された。ボールを持ったまま運ぶあるいは走る行為の正当性といった規則の変更は、試合の開始直前に合意がなされた。したがって、ウィリアム・ウェッブ・エリスの在学時（1816年–1825年）にはフットボールの正式な規則は存在せず、1823年に「当時のフットボールのルールをみごとに無視し、初めてボールを腕にかかえて走り出し」た少年の物語は真偽が疑わしい。この物語はウェブ・エリス死去の4年後の1876年に初めて登場し、地元の古物収集家でラグビー校卒業生マシュー・ブロクサムをゆえんとする。ブロクサムはウェブ・エリスと同時期の人物ではなく、53年前に起こったとされる出来事について自分に伝えた匿名の人物の言葉を漠然と引用した。この物語は、1895年のオールド・ラグビアン・ソサイエティの公式調査以来、真実とは思えないとして退けられてきた。しかしながら、ラグビーワールドカップの優勝杯はウェブ・エリスに敬意を表してウェブ・エリス・カップと命名され、ラグビー校にある碑はこの「功績」を記念している。
ラグビーフットボールは、ラグビー校のOBによって1843年にロンドンで結成されたガイズ・ホスピタル・フットボール・クラブが世界初で最も古い「フットボールクラブ」であると強く主張している。英語圏各国では、ラグビー校の規則に基づいて試合を行うために数多くのクラブが設立された。これらのうちの一つである1854創設のダブリン大学フットボールクラブが、コードを問わずほぼ間違いなく世界最古の現存するフットボールクラブとなっている。1858年にロンドンで創設されたブラックヒース・ラグビー・クラブが大学/学生クラブ以外で最も古い現存するラグビークラブである。チェルトナム・カレッジ（1844年）、シェアボーン校（1846年）、ダラム校（1850年）が最も古い記録に残る学校のクラブである。Francis CrombieとAlexander Crombieは1854年にダラム校を通じてスコットランドにラグビーを紹介した。

### ボール
1860年代末まで、ラグビーはブタの膀胱製のブラダー（空気袋）を革で覆ったボールを使ってプレーされた。ブラダーの形状によってボールは何となく楕円形となったが、今日よりもかなり球形に近かった。トマス・ヒューズ（1834年から1842年までラグビー校に通った）による小説『トム・ブラウンの学校生活』は、ボールが完全な球ではなかったことを示している。

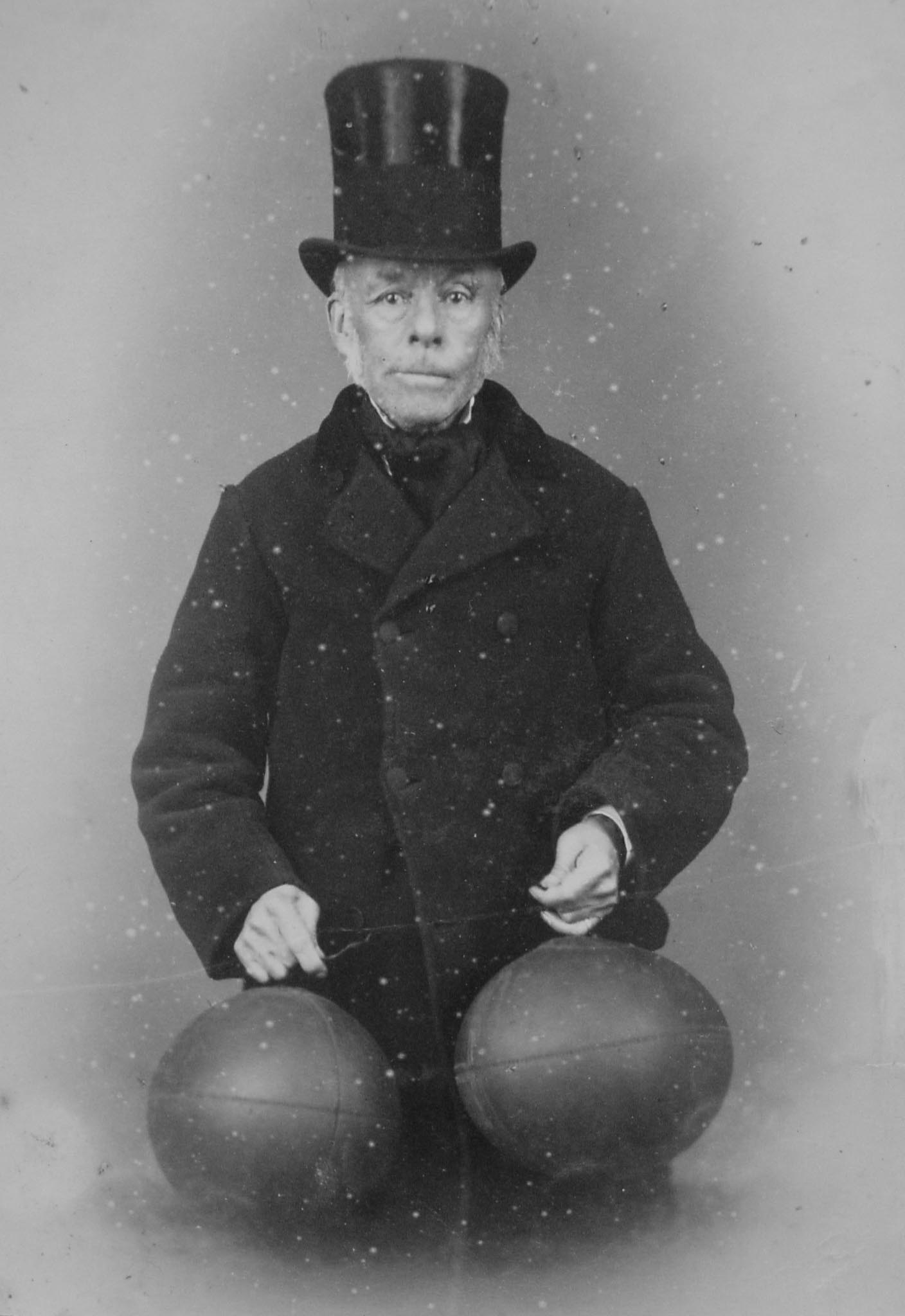
リチャード・リンドン（1880年）はゴム製ブラダーを持つ最初のフットボールを発明したと信じられている。

1851年、ラグビー校使われた種類のフットボールが初の万国博覧会であるロンドン大博覧会に出品された。このボールは今でもウェブ・ エリス・ラグビーフットボール博物館で見ることができ、疑う余地のない卵形をしている。1862年、リチャード・リンドンはゴム製ブラダーを取り入れ、ゴムの柔軟性のため、ボールはより際立った形状で製造することができた。楕円形のボールは扱いがより容易であったため、競技の重点がドリブリングから離れ、ハンドリングに移るにつれて、ボールの段階的な扁平化が長年にわたって続いた。1892年、RFUはボールの必須寸法を初めて競技規則に加えた。1980年代、水に濡れて重くなりがちだった革で覆われたボールは、合成防水素材で覆われたボールに置き換えられた。

### フットボール協会とラグビーフットボールの分裂
フットボール協会（FA）は、1863年10月26日のロンドン、リンカーンズ・イン・フィールズ、グレート・クイーン・ストリートにあるフリーメーソンズ・タバーンで結成された。目的は、「フットボール」という一つの表題の下で全ての様々なプレー方法の最良かつ最も容認可能な点を包含する競技規則の骨組みを作ることであった。第4回の会合の開始時、当時の直近に数多くの新聞がケンブリッジ・ルールズの新しい版を発表したことが注目を引いた。ケンブリッジ・ルールズはFAの規則の草案と2つの重要な部分、すなわち「ボールを持って走ること」と「ハッキング」（相手の脛を蹴ること）で異なっていた。意見の分かれた草案中の2つの規則が以下である。
第5回の会合で、これらの2つの規則をFAの規則から抹消する動議が提出された。ブラックヒース・クラブのメンバーであったフランシス・モール・キャンベルは、ハッキングは「フットボール」の本質的要素であり、ハッキングを除外することは「ゲームでの勇気も気力もすべて追い払うでしょうし、私は多くのフランス人を連れてきて、1週間の練習であなた方を打ち負かすでしょう」と主張した。12月8日の第6回の会合で、キャンベルは、FAが採用するつもりの規則はゲームとそれについての興味をすっかり破壊するだろうと説明し、ブラックヒース・クラブをFAから脱退させた。その他のラグビー式ルールを採用するクラブもこれに追従し、フットボール協会に加盟しなかった。

### 最初のラグビー・ユニオンの結成

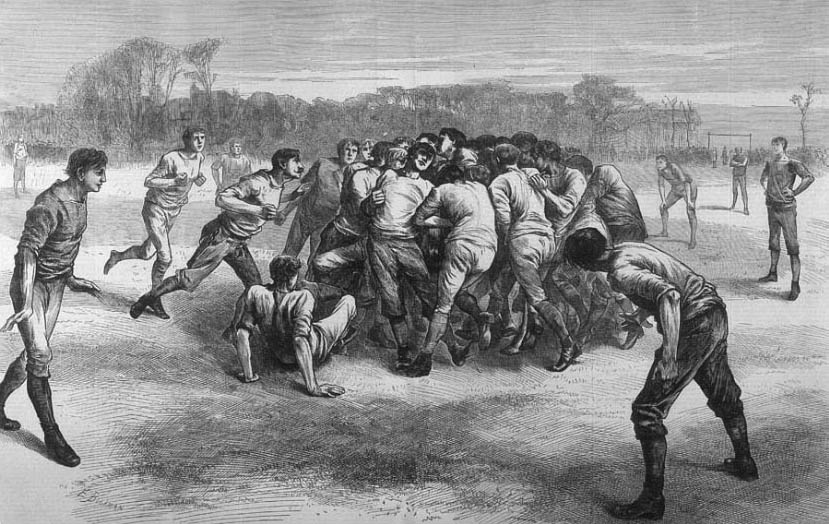
ラグビーのスクラムを描いたEdwin Buckmanによる「The Last Scrimmage」。1871年にイラストレイテド・ロンドン・ニュース紙に掲載された。

1870年12月4日、リッチモンドのEdwin Ashとブラックヒースのベンジャミン・バーンズはタイムズ紙上で「ラグビー型のゲームをプレーするものたちは、様々なクラブが他と異なる規則を使ってプレーしており、これがゲームのプレーを困難にしているため、実施規則を作るために集まるべきである」と提案する書簡を発表した。1871年1月26日、21のクラブの代表者が出席した会合がロンドンにあるポール・モール・レストランで開かれた。

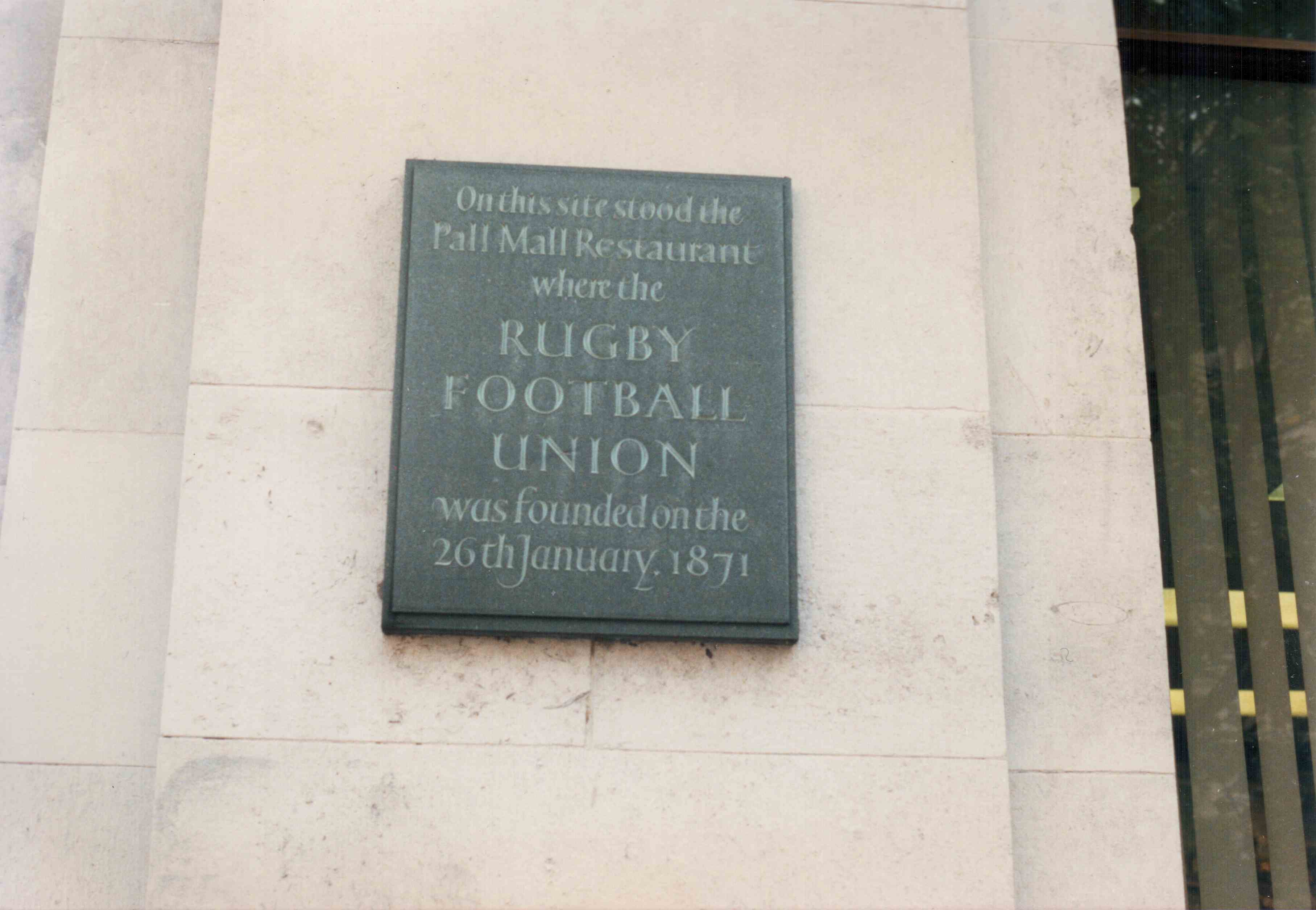
ロンドンのポール・モール・レストランがあった場所のラグビー・フットボール・ユニオン創設を記念した碑文

21のクラブと学校（全てロンドンまたはホーム・カウンティから）が会合に出席した。これらは、アディソン、ベルサイズ・パーク、ブラックヒース（バーンズとフレデリック・ストークスが代表を務めた。ストークスは後にイングランド代表の初代キャプテンになった）、シビル・サービス、クラパム・ローヴァース、フラミンゴーズ、ジプシーズ、ガイズ・ホスピタル、ハーレクインズ、キングズ・カレッジ、ロウザン、ザ・ロー・クラブ、マールボロ・ノーマッズ、モヒカンズ、クイーンズ・ハウス、レイブンズコード・パーク、リッチモンド、セント・ポールズ、ウェリントン・カレッジ、ウェスト・ケント、ウィンブルドン・ホーネッツであった。ワスプスは「間違った日、間違った時間に、間違ったパブに現われたため、創立メンバーと呼ばれる権利を失った」。
この会合の結果として、ラグビーフットボール連合（RFU）が創設された。Algernon RutterがRFUの初代会長に選出され、Edwin Ashが出納係に選出された。ラグビー校卒業生の3人に弁護士（Rutter、Holmes、L. J. Maton）が最初の競技規則を起草した。これらの規則は1871年1月に承認された。

### 初の国際試合
フットボール初の国際試合はス1870年12月8日にポーツ週刊紙ベルズ・ウィークリーに掲載された挑戦状により起こった。この挑戦状はスコットランドの5つのクラブのキャプテンによって署名され、「イングランド全土から選抜された」チームを、ラグビールールの下でプレーされる20人制の試合に招待する、というものだった。この試合はエディンバラ・アカデミカルのホームグラウンドであるレイバーン・プレース（エディンバラ）で1871年3月27日にプレーされた。

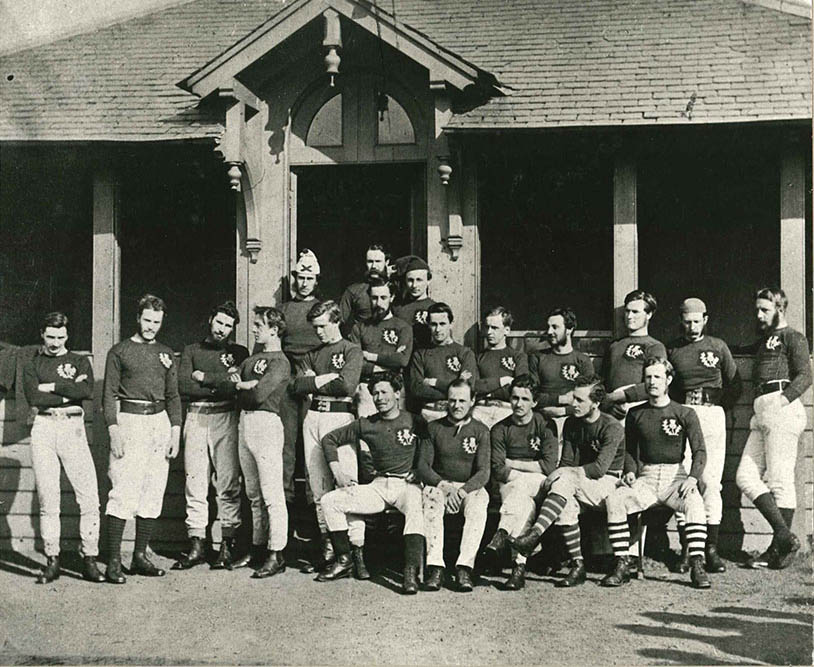
スコットランドの初の代表チームは1871年にエディンバラで行われたイングランドとの初の国際試合において茶色を着用した。試合はスコットランドが1ゴール、1トライ、イングランドが1トライで、スコットランドが勝利した。

これは初の国際ラグビー試合であるだけでなく、全ての形態のフットボールでの初めての国際試合である。なぜなら、1870年と1871年にジ・オーバル（ロンドン）にてアソシエーション・フットボールルールに従ってイングランド対スコットランドの試合が3試合既にプレーされていた事実にもかかわらず、スコットランド代表の選手が本当にスコットランド人選手いうよりはむしろスコットランドの家系とのつながりを主張するロンドンを拠点とする選手だったため、これらの試合はFIFAによって完全な国際試合とは見なされていないためである。
イングランドチームのユニフォームは上下白でシャツには赤いバラがあしらわれ、スコットランドはアザミをあしらった茶色のシャツと白色のフランネル製のクリケット用ズボンを着用した。イングランドチームのキャプテンはブラックヒースのフレデリック・ストークス、スコットランド代表はフランシス・モンクレイフによって率いられた。アンパイアはロレット校の校長であったヘリー・ハッチンソン・アーモンドが務めた。
前後半それぞれ50分でプレーされた試合はスコットランドが勝利た。スコットランドはゴールラインを越えてボールを地面に付けた（これによってゴールへのキックに「挑戦〈トライ〉」することが許される）後にコンバージョンキックを成功させゴールを得た。両チームはさらにそれぞれ「トライ」を達成したが、キックを失敗したためトライをゴールに変換（コンバート）することができなかった。ロイヤルHSFPとエディンバラ大学RFCのアンガス・ブキャナンがラグビーの国際試合でトライを決めた最初の選手となった。
1872年にロンドンのジ・オーバルで行われた雪辱戦では、イングランドが勝利した。

### 大英帝国内での成長
ラグビー・オーストラリアによれば、ラグビーフットボールは極めて早くオーストラリアに導入され、原始的なコードのゲームが19世紀初頭から中頃までプレーされていた。初の正式なチームであるシドニー大学フットボール・クラブは1864年に設立された。1869年、ニューイントン・カレッジがシドニー大学との試合でラグビーをプレーした初のオーストラリアの学校となった。この始まりから、オーストラリアにおいて初の大都市圏の競技会が成長し、正式には1874年に開始された。これは南部ラグビー連合によって組織された。南部ラグビー連合はイングランド、トゥウィッケナムにあるラグビーユニオンによって管理された。管理は181年に南部ラグビー連合へ譲られた。

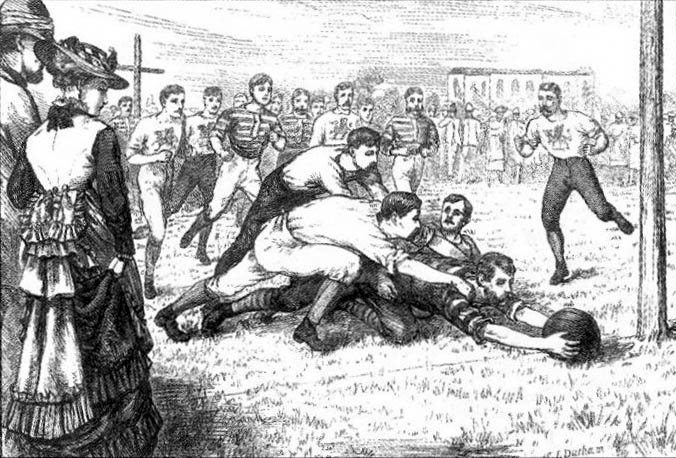
インド、カルカッタでラグビーフットボールをプレーするヨーロッパ人。この開拓の主な遺産がカルカッタカップである。

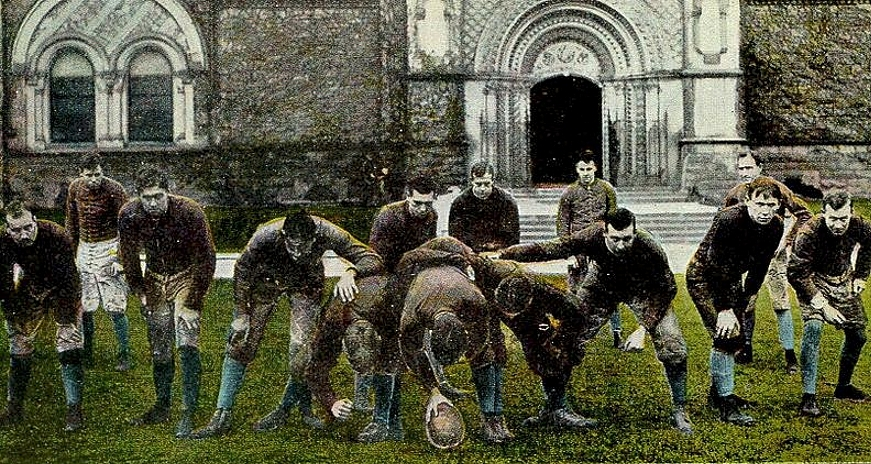
トロント・バーシティー・ラグビー・チーム（1906年頃）、「カナダのチャンピオン達」

ニュージーランドへの導入はオーストラリアに遅れたが、正式な開拓はオーストラリアと同時期に起こった。クライストチャーチ・フットボール・クラブは1863年に創設され、現在はラグビーフットボールクラブである。しかしながら、彼らがラグビーフットボールルールに「転向」したのは1868年のネルソン・ラグビー・フットボール・クラブの結成後だった。ラグビーフットボールは、当時の代議院議長デイヴィッド・モンローの息子チャールズ・ジョン・モンローによって1870年にニュージーランドに初めて導入された。モンローはクライスツ・カレッジ・フィンチリー（イングランド、ロンドン、イースト・フィンチリー）で学んだ間にラグビーに出会い、ニュージーランドに戻るとネルソン・カレッジにラグビーを伝えた。ネルソン・カレッジは5月14日にネルソン・フットボール・クラブと初めてのラグビーユニオンの試合を行った。翌年までに、ラグビーはウェリントンで形式化され、続いて1873年にはワンガヌイとオークランドへ、1874年にはハミルトンで始められた。1870年代中頃までには、ラグビーはニュージーランド植民地の大半で始められた。
Canon George Ogilvieが1861年にディオセサン・カレッジ（南アフリカ、ケープタウン）の校長になった時、Ogilvieはウィンチェスター・カレッジでプレーされていたフットボール競技を導入した。ボールを手で扱うプレーが含まれるこの形態のフットボールは、南アフリカにおけるラグビーの始まりと見られる。1875年頃にラグビーはケープ植民地でプレーされ始め、翌年には最初の（ウィンチェスター・フットボールではなく）ラグビークラブが結成された元イングランド代表ウィリアム・ヘンリー・ミルトンは1878年にケープタウンに到着した。ミルトンはヴィレッジャー・フットボール・クラブに加入し、ラグビーのプレーと殿堂を開始した。その年の暮れまでに、ケープタウンはほとんどウィンチェスター式フットボールを捨てて、ラグビーに転向した。1883年、ケープタウン外のボーア人の農業地帯でステレンボッシュ・ラグビー・フットボール・クラブが結成され、ラグビーは若いボーア人農夫らによって熱狂的に導入された。イギリス人とボーア人が内陸に移住すると、彼らはケープ植民地から東ケープ、ナタールを通じ、そして金とダイアモンドの交易路に沿って、キンバリーおよびヨハネスブルクへのラグビーの普及を助けた。しかしながら、長年にわたって、南アフリカのラグビーは組織的な人種隔離によって妨げられた。
初期の形態のラグビーフットボールは1823年以降カナダ（ハリファックス、モントリオール、トロントといった東部の街）でプレーされていた。カナダにおけるラグビーフットボールは1860年代から始まる。ラグビーの導入とその初期の成長は大抵、ノバスコシア州ハリファックスとブリティッシュコロンビア州イスクワイモールトのブリテンからの入植者と英国陸軍および海軍の手柄とされる。1864年、記録に残るカナダ初のラグビーの試合がケベック州モントリオールにおいて砲兵の間で行われた。ラグビーは1860年代末あるいは1870年代初頭にブリティッシュコロンビア州で始まった可能性が最も高い。この時期に「フットボール」の寸評が印刷物に登場した。しかしながら、カナダのラグビーはすぐにカナディアンフットボールとの厳しい競争に直面した。

### 他のフットボールコードとへの影響と競争

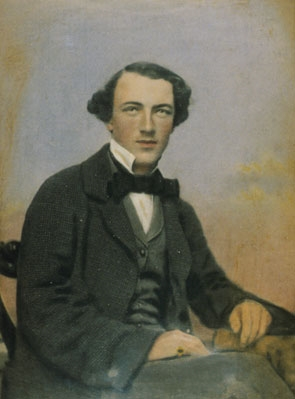
トム・ウィルズ、ラグビー校卒業生でオーストラリアンフットボールの先駆者。

ラグビーリーグとアソシエーションフットボール（サッカー）だけがラグビーユニオンの初期の競争相手だったわけではない。19世紀末、数多くの「ナショナル」フットボールコードが世界各地で生まれた。これらにはオーストラリアン・ルールズ・フットボール（ビクトリア州発祥）、ゲーリックフットボール（アイルランド）、グリッドアイアンコード（アメリカンフットボールおよびカナディアンフットボール）が含まれる。
これらのコードのいくつかはラグビーユニオン、あるいはラグビーフットボールから直接影響を受けたが、これら全てはポストに向かってボールを蹴るプレーと手で持って運ぶプレーを含む。このことは、これらのコードがラグビーユニオンと直接競合したことを意味する。アメリカンフットボール、カナディアンフットボール、およびオーストラリアンフットボールはプロ競技であり、そのためラグビーユニオン選手の経済的な関心を求めて競い合ったのに対して、ゲーリックフットボールは忠実にアマチュアであり続けている。前の3つのスポーツも楕円形のボールを使用し、これらは一見ラグビーフットボールと見た目が似ている。
オーストラリアンフットボールの創始者トム・ウィルズはラグビー校で教育を受けた。1858年、メルボルンで、ウィルズは実験的なルールを用いたいくつかのフットボールの試合で審判を務め、プレーした。「ラグビー法規のいくつかに異議が申し立てられた」と報道されており、1859年5月17日にウィルズはメルボルン・フットボール・クラブを法人組織にするための会合の議長を務めた。この会合では、クラブのルール（後のオーストラリアンフットボールの競技規則）が初めて筆記された。ウィルズはラグビールールの熱狂的支持者だったが、より乾燥し、より固いオーストラリアのフィールドに適したルールを支持するという意図は明確だった。ジェフリー・ブレイニー、レオニー・サンダーコック、Ian Turner、Sean Faganは、イングランドのパブリックスクールで生まれたその他の競技と共にラグビーフットボールがオーストラリアンフットボールに主に影響を与えたものの一つであるという理論を支持した。
アメリカンフットボールは1869年以降にラグビーからのいくつかの大きな分岐によって生まれた。中でも注目すべきは、「アメリカンフットボールの父」と考えられているウォルター・キャンプによって策定されたルール変更である。これらの重要なルール変更の中に、スクリメージラインとダウン-アンド-ディスタンスの導入があった。フォワードパスといったその後の発展とアメリカンフットボールにおけるプロフェッショナリズムは、この競技をその起源のラグビーからさらにもっと分化させた。
ゲーリック体育協会（GAA）の創設者の一人であるマイケル・キューザックはアイルランドのラグビー選手として知られていて、ブラックロック_カレッジとクロンゴウズ・ウッド・カレッジでラグビーをプレーした。キューザックはアイルランドのフットボールコードの衰退を懸念していた生来のアイルランド人だった。キューザックとその他の人々は1887年にゲーリックフットボールを法典化した。GAAは近年までラグビーとサッカーに対してやや敵意を持ち続けた。GAA規則第42条は、GAAと利害の対立がある競技に対してGAAの所有物の使用を禁止している。一部のものたちはこういった競技を「駐屯軍の競技」あるいは「外国のスポーツ」と呼んだ。実際のところ、この規則は、ゲーリックゲームズの対抗相手であると認識されていたサッカーとラグビーにのみ適用されてきた。
こういったコードの全てが成功したわけではない。スウェーデンフットボールはラグビールールとサッカールールを混合したものから作られたが、サッカーに取って代わられた。

### 国際的な訴求力
19世紀の終わりまでに、ラグビーフットボールとラグビーユニオンは津々浦々に広がっていた。この広がりは決して大英帝国に限定されてはいなかった。

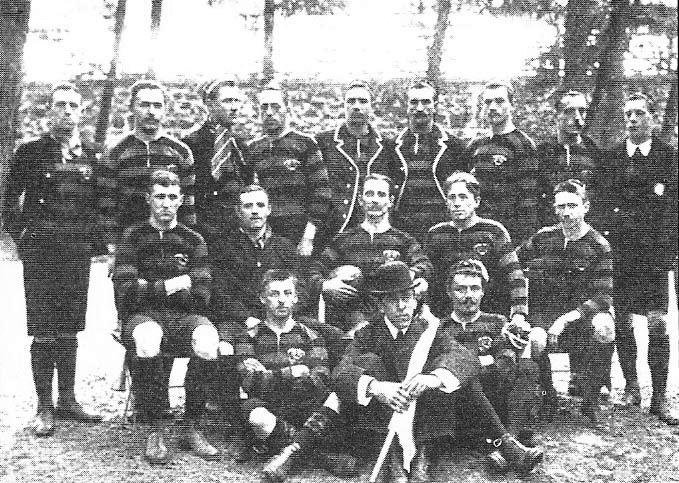
1900年オリンピックにおけるFC 1880フランンクフルト

ラグビーフットボールはドイツに早くに到来した。ドイツ初のラグビーチームはハイデルベルクにあるノイエンハイム・カレッジ（現在のハイデルベルク・カレッジ）に存在した。1850年頃、ラグビーフットボールは生徒の興味を引き始めた。教師Edward Hill Ullrichの指導の下で生徒らはプレーし、その後1891年にハイデルベルガー・ボートクラブ von 1872/ハイデルベルガー・フラッグクラブのラグビー部門が彼らによって設立された。今日、ハイデルベルガーRKはドイツ最古のラグビークラブであると主張している。現存する最も古いクラブ内ラグビー部門はフェルディナント＝ヴィルヘルム・フリッケによって1878年に設立されたDSC 78ハノーファーのラグビー部門である。ドイツラグビーは伝統的にハイデルベルクとハノーファーを中心としてきたが、ここ数十年に全国に広がってきている。
アメリカ合衆国では、ラグビーフットボールのような競技は早くにプレーされていた。例えば、プリンストン大学の学生らは1820年に「ballown」と呼ばれる競技をプレーした。これらの競技は全て依然としてほぼ「モブフットボール」形式の競技のままであった。大勢の選手が、しばしば必要とあれば何をしてでも、ボールをゴールエリアへ進めようと試みた。1840年代までに、ハーバード、イェール、プリンストンは全て、イングランドの学校で教育を受けた米国人から部分的に始まったラグビーフットボールをプレーしていた。しかしながら、1862年、イェールは、暴力的過ぎかつ危険過ぎるとしてラグビーフットボールを禁止することによってラグビーに深刻な打撃を与えた。不運なことに、アメリカンフットボールの成長が米国でラグビーが定着した始めていたまさにその時に来た。1869年、初のアメリカンフットボールの試合が、ラグビーと実質的に同一のルールを使って、プリンストンとラトガーズの間でプレーされた。しかしながら、1882年までには、ウォルター・キャンプによるスナップやダウンのようなルールの革新がアメリカンフットボールをラグビーとは別の競技としていた。

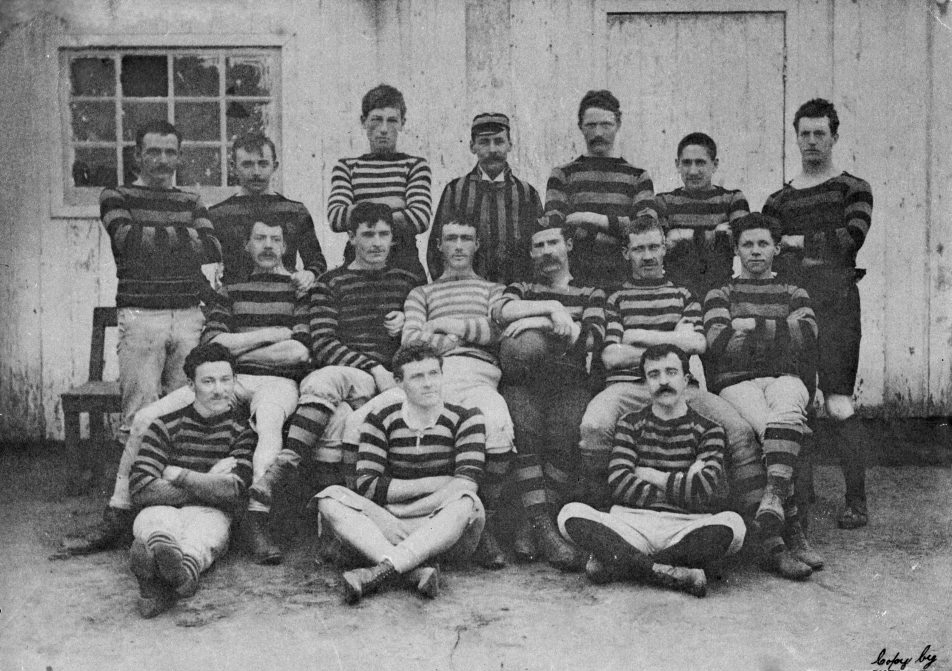
1884年のロサリオAC スコッド。アルゼンチンにおけるラグビーチームの最も古い写真。

ラグビーユニオンは英国の植民地がほとんどない南米大陸にも早くに到来した。アルゼンチンにおける初のラグビーユニオンの試合は1873年にプレーされた。ラグビーユニオンはイギリス人によって南米に持ち込まれていた。1886年、ブエノスアイレスにおいてブエノス・アイレス・フットボール・クルブがロサリオ・アトレティック・クルブと試合を行った。初期のアルゼンチンラグビーは政治的問題の影響を受けずにいられなかった。ブエノスアイレスで行われた1890年の試合の結果として、両チームの選手と2500にの観客全員が逮捕された。大統領ファレス・セルマンはその年のそれより前にブエノスアイレスで起こった公園の革命後に特に偏執病的であり、警察は試合が実際は政治集会だったとの嫌疑を掛けた。ラグビーは隣国のウルグアイにも早くに到来したが、どの程度早かったかについて争点となっている。クリケットクラブが南米におけるラグビーの保育器であったが、ラグビーはこれらの国々でクリケットよりもはるかによく生き残ってきた。モンテビデオ・クリケット・クルブ（MVCC）は早ければ1865年にはラグビーフットボールをプレーしたと主張されているが、疑う余地がない最初の試合は1880年にMVCCのウルグアイ人会員とイギリス人会員の間のものだった。MVCCはヨーロッパ外で最古のラグビークラブであると主張している。
ラグビーは、ロシアでプレーされた（土着でない）初のフットボールコードであるようにも思われる（サッカーが導入されるおよそ10年前）。モスクワで働いていたスコットランド人のHopper氏が1880年代に試合を企画した。初のサッカーの試合は1892年だった。しかしながら、1886年、ロシア警察はラグビーが「残虐で、デモや暴動をあおるおそれがある」と見なしたため、ラグビーを弾圧した。

### 国際ラグビーフットボール評議会の結成
1884年、イングランドは、イングランドがトライを決めたが、スコットランドによるファウルを挙げて審判がそれを認めなかった問題についてスコットランドと意見が対立していた。イングランドは、審判はアドバンテージをプレーすべきで、彼らが規則を作ったのだから、彼らがトライと言ったとしたらトライとなる、と主張した。国際ラグビーフットボール評議会（IRFB）はスコットランド、アイルランド、およびウェールズによって1886年に結成された。しかし、イングランドは、自分達のクラブ数がより多いのだから評議会により多くの代表を送るべきたと考え、加盟を拒否した。イングランドは、IRFBが競技の認められた立法者であるべきである、ということを受け入れることも拒否した。IRFBは、RFUが加盟とIRFBがホームユニオン間の試合を監督することの受け入れに合意するまでは、加盟国がイングランドとプレーしないこと合意した。イングランドは最終的に1890年に加盟に合意した。1930年、将来の全ての試合はIRFBの規則の下でプレーされることが加盟協会間で合意された。1997年、IRFBは本部をロンドンからダブリンに移転し、一年後に名称を国際ラグビー評議会（IRB）に変更した。2014年、再び名称を現在のワールドラグビー（WR）に変更した。

#### 競技規則の進化
競技規則の変更は何度も行われてきており、この作業は今日も続いている。

#### 選手の数
各チームに対するフィールド上の選手の数は1877年に1チーム20人から15人に減らされた。

#### 得点の方法
歴史的にトライには全く点数が与えられず、報酬はゴールを得ること（クロスバーの上、ポストの間にボールを蹴り入れること）に挑戦（トライ）することだった。現代的な得点法は18880年代末に導入され、1890/91シーズンのためにホームネイションズによって一様に受け入れられた。
トライとコンバージョンとの間の価値における均衡は長年にわたって大きく変化してきた。1890年まで、トライは1点、コンバージョンは2点だった。続く2年間、トライは2点、コンバージョンは3点だった。1893年、トライの方がコンバージョンよりも点数が高い現代的な様式が始まり、トライは3点、キックが2点となった。トライから得られる点数は1971年に4点、1992年に5点に増加した。
ペナルティは1891年から3点の価値がある（それ以前は2点）。ドロップゴールの価値は1891年から1948年までは4点、それ以外の時期は3点である。
1937-38北半球シーズンの前は、チームがペナルティキックを蹴ることを選択した時は常に、反則したチームがペナルティの地点に整列し、キッカーが後退した。その後はずっと、ペナルティキックはペナルティ地点から行われ、反則したチームは自身のトライラインに向かって少なくとも10ヤード後退する必要がある。
マークからのゴールは1977年に無効となった。それまでは、1891年から1905年までは4点、それ以外の時期は3点が与えられていた。フィールドゴールも1905年に禁止された（それまでは4点）。
守備側は元々はボールがグラウンドに置かれた瞬間からコンバージョンキックのチャージダウンを試みることが許されていた。このため一般的にキッカーは自分でボールを置くこと、助走を行うことが不可能だった。その結果として、チームはキッカーの助走に合わせてボールのプレースメントの時間を調節する指定されたプレーサー（大抵はスクラムハーフ）を有した。1958年、コンバージョンに関する規則が今日のように変更された。これによって、キッカーがボールを置くことが可能となり、守備側はキッカーが助走を開始するまでキッカーに近付くことが禁止された。

### ラグビー・セブンズの始まり

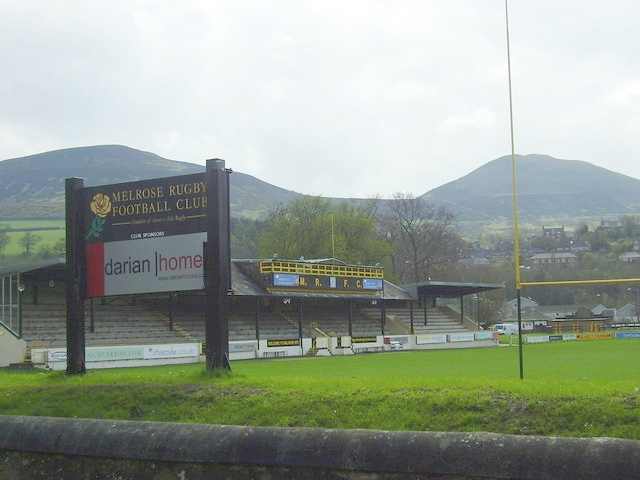
エイルドン・ヒルの影の下にたたずむGreenyards（スコットランド・メルローズ）はラグビー・セブンズの発祥の地である。

ラグビー・セブンズ（7人制ラグビー）は、メルローズに移ってきたジェドバラの肉屋ネッド・ヘイグとDavid Sandersonによって、地元のクラブのための資金集めの行事として1883年に考案された。史上初のセブンズの試合はメルローズのGreenyardsでプレーされた。2年後の1885年、タインデールはガラでスコティッシュ・ボーダーズのセブンズのタイトルの一つを勝ち取った初のスコットランド外のクラブとなった。
スコティッシュ・ボーダーズでのセブンズの人気にのもかかわらず、第一次世界大戦後の1920年代、1930年代までは他の場所では流行しなかった。スコットランド外での初のセブンズの大会は1921年に北東イングランドのノース・シールズで行われたPercy Park Sevensだった。ノース・シールズはスコティッシュ・ボーダーズから遠くなかったため、発祥の地であるボーダーズからの興味を引き付け、決勝はセルカークとメルローズの間で争われた（結果はセルカークの優勝）。1926年、イングランドの主要な大会であるミドルセックス・セブンズがロンドンを拠点とするスコットランド人J. A. Russel-Cargillによって設立された。

### ユニオンとリーグの分裂

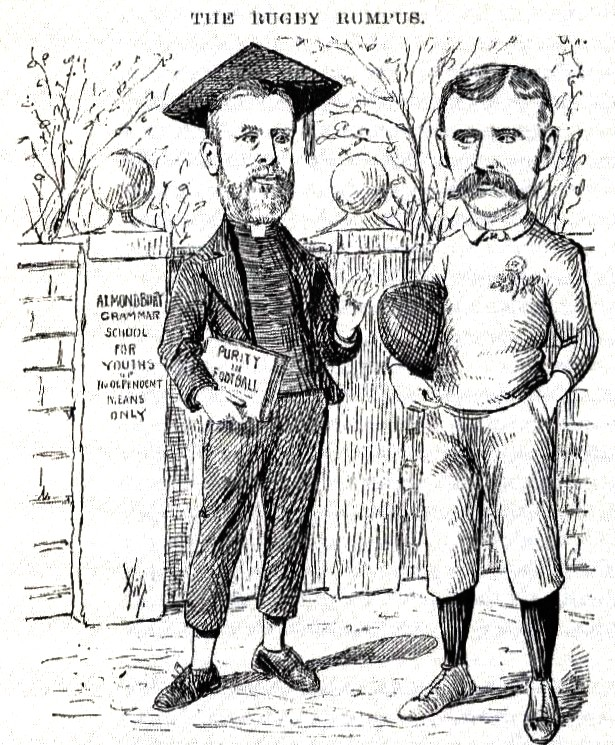
ラグビー界の分裂を風刺した漫画。似顔絵は、休業補償の最大の敵フランク・マーシャル牧師とマーシャルの長年の対立相手ジェームズ・ミラーのものである。

ヨークシャーは1879年にアマチュアリズムのルールを開始したと考えられている。ヨークシャーの代表はランカシャーの代表と共に1886年にRFUの初のアマチュアルールを定式化したとされている。通説にもかかわらず、これらの北部の団体はアマチュアリズムの強力な支持者であり、ベールで隠されたプロフェッショナリズムに対する幾多の反対運動を率いた。しかしながら、試合のために仕事を休んだ選手が補償を受け取るべきかという休業補償問題に関する論争をめぐって対立が起こった。北部のクラブは重労働者階級であり、したがって選手の大部分は労働契約によって試合に出られないか、ラグビーをプレーするために賃金を諦めなければならなかった。1892年、ブラッドフォードとリーズ（どちらもヨークシャーにある）のラグビーフットボールクラブが、仕事を休んだ選手に対して補償を行ったことで、プロフェッショナリズムの罪に問われた。しかし、これらは北部の団体に向けられた初めての申し立てでもなく、南部のクラブが同様の状況に直面した前例がないわけでもなかった。RFUは、これらの休業補償がプロフェッショナリズムへの道であることを懸念した。
1893年、ヨークシャーのクラブは、RFUの委員会における南部のクラブからの代表者の数が過剰であり、北部の会員の出席が困難な時間にロンドンで委員会が開催された、と訴え出た。言外の含みとして、これがイングランドのラグビークラブの多数派を成す北部のクラブにとって不利益となるRFUの「休業補償」問題に関する決定に影響した、と彼らは主張していた。1888年には北部イングランドの12のアソシエーション・フットボール（サッカー）クラブから成るプロフットボール・リーグが結成されており、このことが北部ラグビーの当局者に独自のプロリーグを設立する着想を与えていたかもしれない。
1895年8月29日、ハダーズフィールドにあるジョージ・ホテルで開かれた会合で、ヨークシャー、ランカシャー、チェシャーからの20クラブがRFUから脱退し、北部ラグビーフットボール連合を結成することを決定した。北部ユニオンは後の1922年からはラグビーフットボールリーグとして知られている。1908年、オーストラリア、シドニーの8クラブがユニオンから離脱し、ニューサウスウェールズ・ラグビーリーグを結成した。支払いに関する論争は当時サッカーとクリケットにも影響を与えた。サッカーとクリケットは妥協案を成立させなければならなかった。ラグビーの姿勢が最も急進的だった。アマチュアリズムは厳格に実施され、報酬を受け取ったあるいはラグビーリーグでプレーした選手は追放された。ユニオンが選手への支払いを合法化し、リーグの試合で（アマチュアレベルでも）プレーした選手がユニオンの試合でプレーすることを認めたのはこの1世紀後である。

## 20世紀

### 夏季オリンピック

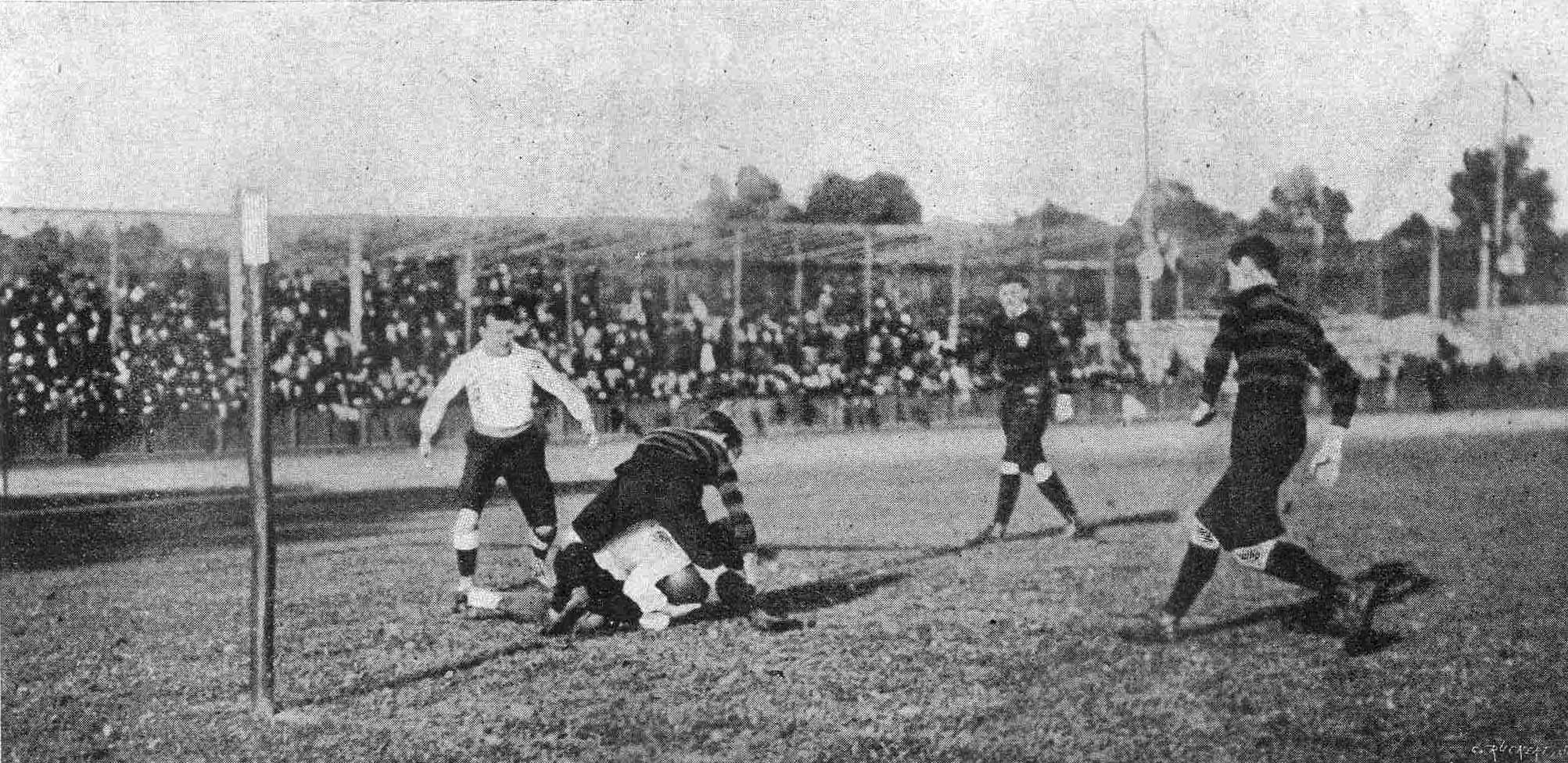
1900年パリオリンピックでのフランス対ドイツのラグビーの試合の写真。

オリンピックを復興したピエール・ド・クーベルタンは1900年パリ大会において夏季オリンピックにラグビーユニオンを導入した。クーベルタンはラグビーユニオンと以前につながりを持ち、フランス初の国内選手権とフランス初の国際試合を裁いている。フランス、ドイツ帝国、およびグレートブリテンが1900年大会にチームを派遣した（モーズリーRFCがグレートブリテンを、SC 1880フランンクフルトがドイツを代表した）。フランスがドイツとグレートブリテンを破り金メダルを得た。ラグビー競技はこの大会で最多の観客を集めた。ラグビーは次の1908年ロンドン大会でもプレーされた。英国遠征中のワラビーチームが大会に参加し、グレートブリテン（コーンウォールのチームによって代表された）を破って金メダルを手にした。1920年夏季オリンピックでは、アメリカ合衆国がフランスを破って優勝した。アメリカチームは1924年パリ大会でも再び金メダルを手にした。ラグビーは1924年大会で陸上競技よりも多い観客を集めたものの、翌大会からは外された。
2009年、国際オリンピック委員会はラグビーをセブンズの形式でオリンピックに戻すことを投票で決め、2016年のリオデジャネイロ大会で初めてラグビー・セブンズ競技が行われた。

### 1900年代、1910年代初頭
1905年から1908年まで、ラグビーをプレーする南半球の主要3か国が初めて北半球に遠征チームを送った。これらは、1905年のニュージーランド、1906年の南アフリカ、1908年のオーストラリアである。全3チームは新しいプレースタイル、体力レベル、戦術を届け、批評家が予想したはるか上の成功を収めた。ニュージーランドの1905年遠征チームは各試合前にハカを披露した。ウェールズラグビー連合の管理者トム・ウィリアムズは、ウェールズの選手テディー・モーガンにこれに応えてウェールズ国歌「我が父祖の土地」を歌うように観客を先導するよう提案した。モーガンが歌い始めた後に、観客がこれに加わった。スポーツの試合開始時に国歌が歌われたのはこれが初めてのことだった。1905年、フランスはイングランドで自身初の国際試合を行った。

### 第一次世界大戦

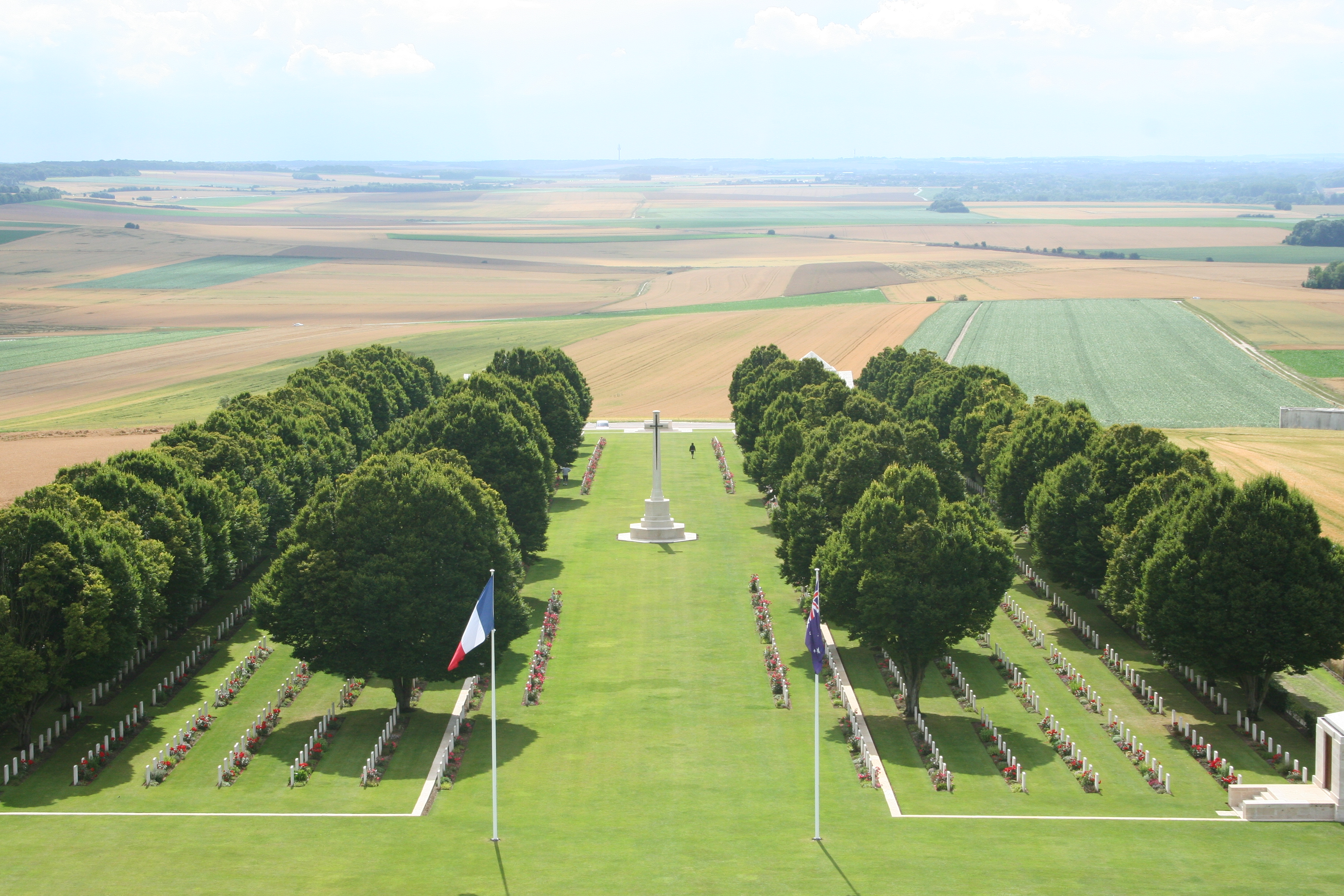
ウィリアム・タスカーとその他700人のオーストラリア人戦没者が眠るヴィレ＝ブルトヌーにある共同墓地

第一次世界大戦の恐ろしい流血と苦難はラグビーユニオンを含む全てのスポーツに影響を与えた。
ファイブ・ネイションズ・チャンピオンシップは1915年に中断され、1920年まで再開されなかった。しかし1919年にイギリスで、軍チーム間の大会が企画され、ニュージーランド陸軍が優勝した。
第二次世界大戦で133人の代表経験のあるラグビー選手が殺害された。クイーンズランドラグビー連合は戦後に解散され、1929年まで再結成されなかった。1949年にオーストラリアラグビー連合（現在のラグビー・オーストラリア）が設立されるまでは、ニューサウスウェールズがオーストラリアにおけるラグビーユニオンの責任を負った。

### 1920年代

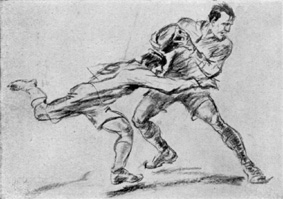
ルクセンブルクの画家Jean Jacoby『Rugby』。1928年アムステルダムオリンピック金メダル受賞作品。

#### ラグビーの百周年
1923年が近づくにつれて、1823年にウィリアム・ウェブ・エリスがフットボールを拾い上げて持ったまま走ったとされる伝説から100年を記念して、イングランド・ウェールズ合同チームとスコットランド・アイルランド合同チームとの試合に関して議論された。この計画された試合については、試合をラグビー校で開催するべきか、それとも明らかにより多くの観客が試合を観戦できるトゥイッケナムでプレーすべきかについて意見の対立があったという点で問題となっていた。結局、試合はラグビー校で行われた。

### 1930年代

#### FIRAの設立
長年、フランスのラグビーユニオンの統括団体であるフランスラグビー連盟（FFR）がアマチュアリズムに関する規則の不正な利用を許していたという疑惑が存在しており、1931年にフランスのラグビーユニオンはその他のIRFB加盟国との試合について資格停止処分を受けた。
1934年、フランスの扇動によって国際アマチュアラグビー連盟（FIRA）が設立された。この協会は国際ラグビーフットボール評議会の権限外のラグビーユニオンを組織するために設計された。創設メンバーは、イタリア、ルーマニア、オランダ、カタロニア、ルーマニア、チェコスロバキア、スウェーデンだった。1990年代、FIRAは国際ラグビー評議会（IRB）を世界のラグビーユニオンの統括団体として受け入れ、1999年に名称に「Association Européenne de Rugby」を付け足してヨーロッパ地域におけるラグビーユニオンを促進し管理する組織となった。2014年には組織名をラグビーヨーロッパに改名した。
IRBとの最終的な合併まで、FIRAは世界で最も多国籍のラグビー組織だった。これは部分的にはIRBがファイブ・ネイションズ、トライ・ネイションズ、そして1987年からはラグビーワールドカップに集中していたためである。FIRAは英語圏を越えたラグビーの広がりにおいて一般的に前向きな役割を果たした。

#### 興味深い時代 – 1930年代
1931年、ニュージーランド総督ブレディスロー卿はオーストラリアとニュージーランドとの間の競技会のためにトロフィーを寄贈した。ブレディスローカップは国際ラグビーユニオンにおける主要なライバル関係の一つとなった。
1931年のフランスラグビー連盟（FFR）の資格停止の後、多くのフランス人選手はラグビーリーグに転向した。ラグビーリーグはすぐにフランス、特に南西部において支配的な競技となった。
1934年、フランスの主導で国際アマチュアラグビー連盟（FIRA）が設立された。
1939年、FFRは翌シーズンのファイブ・ネイションズ選手権に招待された。しかし同年にドイツがポーランドに侵攻して戦争が始まったため、国際ラグビーは中断された。

### 第二次世界大戦
第二次世界大戦の間、RFUは一時的にラグビーリーグ選手への破門処分を解除した。ラグビーユニオンコードの下、軍隊チームの間でプレーされたイングランド対スコットランドの8試合の「国際試合」では多くのラグビーリーグ選手がプレーした。RFUはまた、戦費調達のためのイベントして「ラグビーリーグ対ラグビーユニオン」の試合を2試合プレーすることも認めた。ラグビーユニオンルールで行われた2試合とも、ラグビーリーグチーム（一部の選手は戦前にプロとしてプレーしていた）が勝利した。
1940年のフランスの敗戦後、フランスのラグビーユニオンの支配者達は、ラグビーユニオンの優位性を取り戻すためヴィシー政権と連携していたドイツのラグビーユニオンの権威と協力した。ラグビーユニオンのアマチュアは、スポーツの純潔さに対する占領者の見識に訴えた。ラグビーリーグは、その他のプロスポーツと共に、禁止された。ラグビーリーグの多くの選手と職員は罰され、ラグビーリーグとそのクラブの全資産はユニオンへと引き渡された。この行いが招いた結果は今日に至るまで響いている。これらの資産はラグビーリーグに返還されていない。ラグビーリーグに対する禁止処分は解除されたものの、1980年代中頃までは「ラグビー」と名乗ることができず、フィールド上の1チームの選手数を示したJeu à Treize（ジュー・ア・トレーズ、「13人のゲーム」）という名称を使わなければならなかった。

### 戦後、1940年代末、1950年代
1947年、フランスが復帰してファイブ・ネイションズ選手権が再開した。
1948年、ドロップゴールの価値が4点から3点に減らされた。
1949年、オーストラリアラグビー連合が結成され、ニューサウスウェールズラグビー連合からオーストラリアにおけるラグビーユニオンの管理を引き継いだ。
1958年、ウィリアム・ウェブ・エリスの伝説がラグビー文化にしっかりと植え付けられてからかなり後になってから、ロス・マクワーターはアルプ＝マリティーム県マントンのヴュー＝シャトー墓地にあったエリスの墓を再発見した。

### 1960年代
1960年代、南アフリカの人種差別アパルトヘイト政権への非難がますます強まった。この人種差別はラグビーユニオンにまで及び、ラグビーユニオンはすぐに、1895年（ラグビーリーグとの分裂）以来最も深刻な論争に関わることになった。1969年までに、ニュージーランドではHalt All Racist Tours（全ての人種差別的遠征を停止せよ）運動団体が設立された。

### 1970年代
1970に、現在も子供の練習のために用いられているミニラグビーが考案された。
1871年、長年のヘッドコーチ不在の後（ラグビーはアマチュアスポーツであり続けるべきたという彼らの信念だったため）、スコットランドはヘッドコーチとしてビル・ディッキンソンを選任した。1971年のスプリングボクスのオーストラリア遠征は南アフリカのアパルトヘイト政策に対する政治的抗議で有名である。1970年代はウェールズの黄金時代であり、ウェールズはファイブ・ネイションズを何度も制し、1970年代のライオンズの選手はウェールズの選手が中心であった。1970年代の中盤、アメリカ合衆国におけるラグビーユニオンの人気の高まりを目撃した後、1975年にシカゴで会合が開かれ、アメリカ合衆国ラグビーフットボール連合（現在のUSAラグビー）が結成された。

### 1980年代
南アフリカラグビーユニオンのニュージーランドおよびアメリカ合衆国遠征 (1981年)もまた政治的抗議によって特徴付けられ、今でもニュージーランド人に「The Tour」と呼ばれている。この遠征はニュージーランド社会を分断し、ラグビーはその威信の一部を失った。この威信は、ニュージーランドがラグビーワールドカップ1987で初代王者となるまで回復されなかった。1983年、12のクラブによりWRFU（女子ラグビーフットボール連合）が結成された。この組織はイングランド、ウェールズ、スコットランド、およびアイルランドにおける女子ラグビーの責任を負うものだった。1984年、ワラビーズがブリテン諸島の4か国を全て破り初のグランドスラムを達成した。

### ラグビーワールドカップ

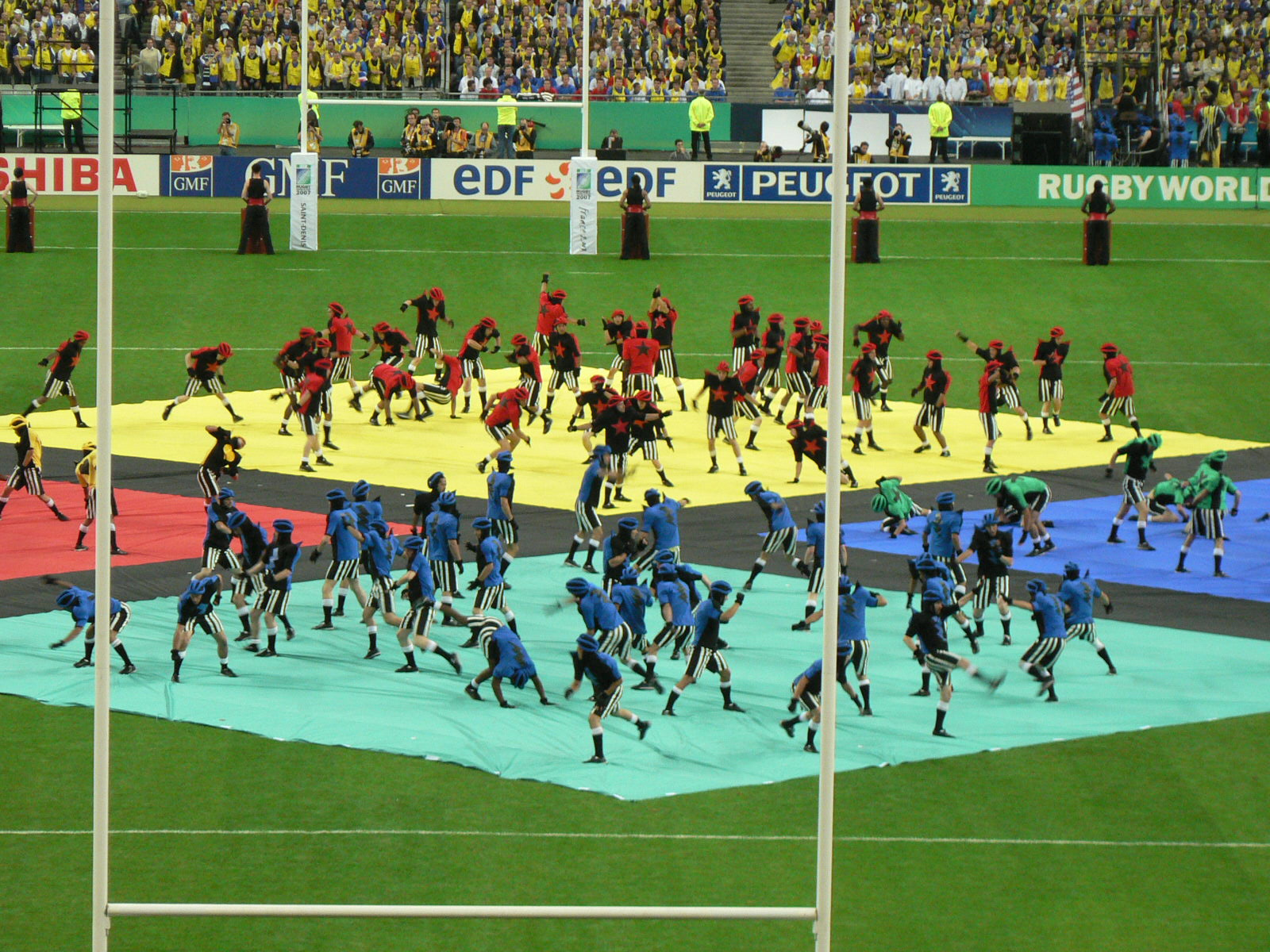
ラグビーワールドカップ2007の開会式

初のラグビーワールドカップは1987年に開催された。ニュージーランドが開催国となり、準決勝を含む一部の試合はオーストラリアで行われた。オールブラックスが決勝でフランスを破った。
1991年、インランドが第2回大会の開催国となり、決勝でオーストラリアで敗れた。
1995年のワールドカップは、この競技の転換点となった。大会は、追放状態から再び国際的な復帰が認められた南アフリカで開催された。オールブラックスの巨人ウイング（WTB）ジョナ・ロムーはインランド戦で4トライを決めた。第1回大会と第2回大会への出場が許されなかった南アフリカは、オールブラックスとの決勝戦においてジョエル・ストランスキーが決勝点となるドロップゴールを決め、15対12で勝利した。この大会は新生南アフリカの和解の場所となった。南アフリカ大統領ネルソン・マンデラは長年アパルトヘイトの象徴であったスプリングボクスのジャージ（南アフリカの主将フランソワ・ピナールのもの）を身に付け、ピナールにウェブエリストロフィーを手渡した。
ラグビーワールドカップ1999はウェールズで開催され、オーストラリアが決勝でフランスを破り優勝した。優勝候補オールブラックスは準決勝でオーストラリアに衝撃的な逆転負けを喫した。
2003年、オーストラリアが開催国となり、3度目の決勝進出を果たした。決勝戦は接戦となり、延長戦に突入した。イングランドのJonny Wilkinsonが土壇場にドロップゴールを決め、イングランドが初優勝を果たした。
ラグビーワールドカップ2007はフランスが開催国であったが、数試合がエディンバラとカーディフで行われた。フランスはオールブラックスとの準々決勝をウェールズでプレーした。本命オールブラックスはまたも衝撃的な敗戦を喫した。フランスは準決勝でイングランドに敗れ、イングランドは決勝でスプリングボクスに敗れた。
この大会で大躍進したチームがアルゼンチンであった。アルゼンチンは開幕戦でフランスに僅差で勝利し、アイルランドを破って予選プールを首位で終えた。アルゼンチンは準決勝で南アフリカに敗れたが、3位決定戦ではフランスに圧勝した。ワールドカップでの実績によってロス・プーマスは南半球の強豪国によるトライ・ネイションズに2012年から参加することになり、トライ・ネイションズはザ・ラグビーチャンピオンシップに改名された。

### ラグビーユニオンとアパルトヘイト
1948年に南アフリカでアパルトヘイト法が可決される前ですら、南アフリカへ遠征するスポーツチームは非白人選手を排除する必要を感じてきた。1906年、南アフリカチームは黒人のイングランド代表選手ジミー・ピーターズの選出に反対したが、当局者らによってプレーすること納得させられた。しかし、その後にイングランドが南アフリカ遠征を行った時には、ピーターズは代表に選ばれなかった。ニュージーランド代表は特にこれを行い、1928年のオールブラックスの遠征からマオリ系のジョージ・ネピアとジミー・ミルの排除と、その9年前のニュージーランド陸軍チームからのランジ・ウィルソンの脱落は、当時ほとんど論評されなかった。しかしながら、1960年、「変革の風」演説とシャープビル虐殺事件をきっかけとしてアパルトヘイトに対する国際的批判が大きくなった。
この時点から後、スプリングボクスは次第に国際的な論争と抗議の標的となった。
| 日付   | 出来事 |
| ------ | --- |
| 1960年 | 「No Maoris, No Tour」のスローガンに基づく組織的運動と15万人が署名した白人選手のみの遠征に反対する嘆願書にかかわらず、マオリ選手を含まないオールブラックスが南アフリカへ遠征した。                                                                |
| 1969年 | 1969年のスプリングボクスのイギリスおよびアイルランド遠征のあらゆる場所で、大規模な反アパルトヘイトデモが起き、多くの試合が有刺鉄条網の向こう側でプレーされなければならなかった。                                                                  |
| 1971年 | スプリングボクスのラグビーユニオンオーストラリア遠征は抗議活動を受けた。 |
| 1976年 | IOCによる南アフリカとのスポーツ交流の禁止に従わなかったにもかかわらず、IOCがニュージーランドのオリンピック参加を拒否しなかったため、28の国がこれに抗議して1976年夏季オリンピックをボイコットした。                                                |
| 1981年 | 1981年のニュージーランド遠征はグレンイーグルス合意を無視して勧められた。この遠征とニュージーランドにおける大規模な市民の分裂は、ラグビーをはるかに超えた波及効果があった。                                                                        |
| 1984年 | 1984年のイングランドラグビーユニオンの南アフリカ遠征では、ブリストルのラルフ・ナイブズのみが政治的理由のため遠征を拒否した。 |
| 1985年 | 計画されていたオールブラックスの南アフリカ遠征がニュージーランド高等法院によって差し止められた。これの反抗する南アフリカ遠征が翌年にザ・キャバリアーズと呼ばれるチームによって行われた。                                                          |
| 1989年 | 国際ラグビー評議会によって認められた世界選抜が南アフリカへミニ遠征を行った。ニュージーランドを除く全てのラグビー伝統国が選手を送り出した（ウェールズ10人、フランス8人、オーストラリア6人、イングランド4人、スコットランド1人、アイルランド1人）。 |

### プロフェッショナリズム
1995年8月26日、国際ラグビー評議会は、ラグビーユニオンを「開かれた」競技と宣言し、ラグビーユニオン関係した選手への支払いや利益を得ることに関する全ての制限を取り除いた。このオープン化（プロ解禁）の理由は、そうすることがシャマチュアリズム（shamateurism; 偽物の sham + アマチュアリズム amateurism）の偽善を終わらせ、ラグビーユニオンの管理を続けるための唯一の道であるということが委員会で結論されたためである。
アマチュアラグビーユニオンへの脅威はオーストラリアで特に大きかった。オーストラリアでは、スーパーリーグが高給を提示してユニオンの選手をラグビーリーグへ呼び込んでいた。スーパーリーグの脅威へ反撃を試みるため、SANZARがニュージーランド、オーストラリア、南アフリカのラグビー協会によって1995年に結成された。SANZARは3か国からのチームによる州対抗競技会を提唱した。この競技会はスーパー12となった（2005年にスーパー14、2011年以降はスーパーラグビー）。SANZARの提案には3か国の代表チーム間で争われる年に1回の競技会トライ・ネイションズ・シリーズも含まれていた。SANZARは最終的にルパード・マードックのニューズ・コーポレーションから大会への支持を取り付け、10年間の独占的テレビおよびラジオの放映権について総額5億5千万米ドルの契約を結んだ。この契約はラグビーワールドカップ1995中に締結され、ワールドカップ決勝の前日でのプレスカンファレンスで明らかにされた。
SANZARの提案は、シドニーを拠点とするワールド・ラグビー・コーポレーション（WRC）と呼ばれるグループからの深刻な脅威にさらされていた。WRCは弁護士Geoff Leyと元ラグビーユニオンオーストラリア代表（ワラビーズ）Ross Turnbullによって設立された。両者は既にプロクリケットを発展させてきたケリー・パッカーから資金援助を受けた世界規模のプロラグビー競技会を求めた。一時、WRCは彼らの大会に加わることについてオールブラックスとワラビーズの過半数の支持を得た。これに加えて、スプリングボクスもWRCの契約に署名していたが、権限を委譲しないことを決断し、代わりに南アフリカラグビー連合と契約を結んだ。選手達はWRCに権利を委ねたとすれば、2度と国のためにプレーできなかっただろう、と語った。その後、オールブラックスのほとんどもスプリングボクスに続いてニュージーランドラグビー協会と契約した。オーストラリア人達も、ニュージーランド人と南アフリカ人なしではWRCの提案は成功できないだろうと認識し、オーストラリアラグビー協会と契約した。
ハイネケンカップは12のヨーロッパのクラブのための競技会として1995年に設立された。2014年にはヨーロピアンラグビーチャンピオンズカップに置き換わったが、この時までにはシックス・ネイションズの国々全てからのチームが参加した。
プロフェッショナリズムはイタリアにおいて新たなラグビー世代の出現のための扉を開いた。イタリアの国内リーグは1990年代に減税措置を受け、強力な企業スポンサーシップと、オーストラリアおよびアルゼンチンからのイタリア系の優秀なコーチと選手も誘致することができた。これらの改善により、イタリア代表はブリテン諸島の代表チームと競うことがきるようになり、1995年にはアイルランドに圧倒的な勝利を収めた。ロビー活動が成功し、イタリアはヨーロッパの強豪国による1世紀の歴史を持つ大会への参加が認められ、2000年にこの大会はシックス・ネイションズ・チャンピオンシップとなった。
プロフェッショナリズムが全体としてラグビーユニオンにもたらした重要な利点は、ラグビーリーグの金銭に引き寄せられたユニオンの選手の絶えず続く流出が解消されたことだった。当時のラグビーユニオン当局は、現在は選手はどちらのコードでもプレーできるように、長期的に見ればスポンサーシップと興味の大半がリーグからより国際的な競技であるユニオンへ引き寄せられることも望んだ。しかしながら、2つのコードは1世紀にわたる分裂の間に文化とプレーの両面でかなり異なるものなっていたため、ラグビーユニオンはラグビーリーグから一握りの一流選手しか引き抜くことができなかった。特にフォワードに望まれる体形と技術に違いがある。選手によりユニオンに適している選手もいればリーグに適している選手もいるため、一部のイングランドのラグビーユニオンクラブはラグビーリーグのトップクラブと提携関係を結んだ。最も有名な例がハーレクインズとロンドン・ブロンコズ（一時はハーレクインズ・ラグビーリーグと名乗っていた）、ウィガン・ウォリアーズとサラセンズとの間の提携関係である。
一部の国では、ラグビーユニオンの運営と構造がプロフェッショナリズムと共に発展してきていない。オーストラリアでは、ラグビーユニオンのジュニア選手のラグビーリーグクラブへの途切れることのない流れが弱まったが、オーストラリアラグビー協会はクラブあるいはトップレベルの下位のフランチャイズリーグをうまく振興することに失敗してきた。毎週末プロクラブの試合が行われるオーストラリアのラグビーリーグは、特に伝統的な中心地であるニューサウスウェールズ州とクイーンズランド州において、ユニオンに対する優位を保っている。
世界中の多くの小規模なユニオンは、プロ時代が開始して以来、財政面ならびに強豪国と競い合うプレー面の両方で悪戦苦闘してきた。イングランドでは、一部のチームがプロ時代に頭角を現したのに対して、リッチモンド、ウェイクフィールド、オレル、ウォータールー、ロンドン・スコティッシュといったチームはより困窮し、破産したり下位リーグへ降格したりした。その他のホーム・ネイションズであるアイルランド、スコットランド、ウェールズでは、プロ時代が、地元のクラブを拠点としたきたこのスポーツの伝統的な構造にすさまじい衝撃を与えた。これらの3か国におけるプロラグビーは現在より広い地方に基づいている。アイルランドでは、伝統的な4つの地方がそれぞれ1つのプロチームを支援する。スコットランドは現在2つの地方チームを持ち、それぞれスコットランドの2大都市（エディンバラおよびグラスゴー）を拠点としている。ウェールズは地方フランチャイズモデルを採用し、最初は5チームを編成したが、現在は4チームとなっている。これらの3か国は共同でケルティックリーグと呼ばれるプロクラブ競技会を開始した。2010年、イタリアの複数の地域にまたがる2つのクラブがリーグに加わり、名称がプロ12に変更され、2017年には南アフリカの2つのフランチャイズチームが参加し、プロ14となった。

## 21世紀
ラグビーユニオン競技規則の変更が2006年に南アフリカのステレンボッシュ大学の学生らによって試行され、2007年からスコットランドとオーストラリアにおける競技会で採用された。しかし普遍的に採用されたのはこれらのルールのほんの一部だった。規則の変化はラグビーユニオンをレフリー、ファン、そして選手にとってより理解しやすくするための試みだったが、規則は論議を呼び、これら全ての人々によって支持されるには程遠かった。数多くの試行の後、提案されたルール変更のおよそ半分が競技規則に恒久的に追加された。

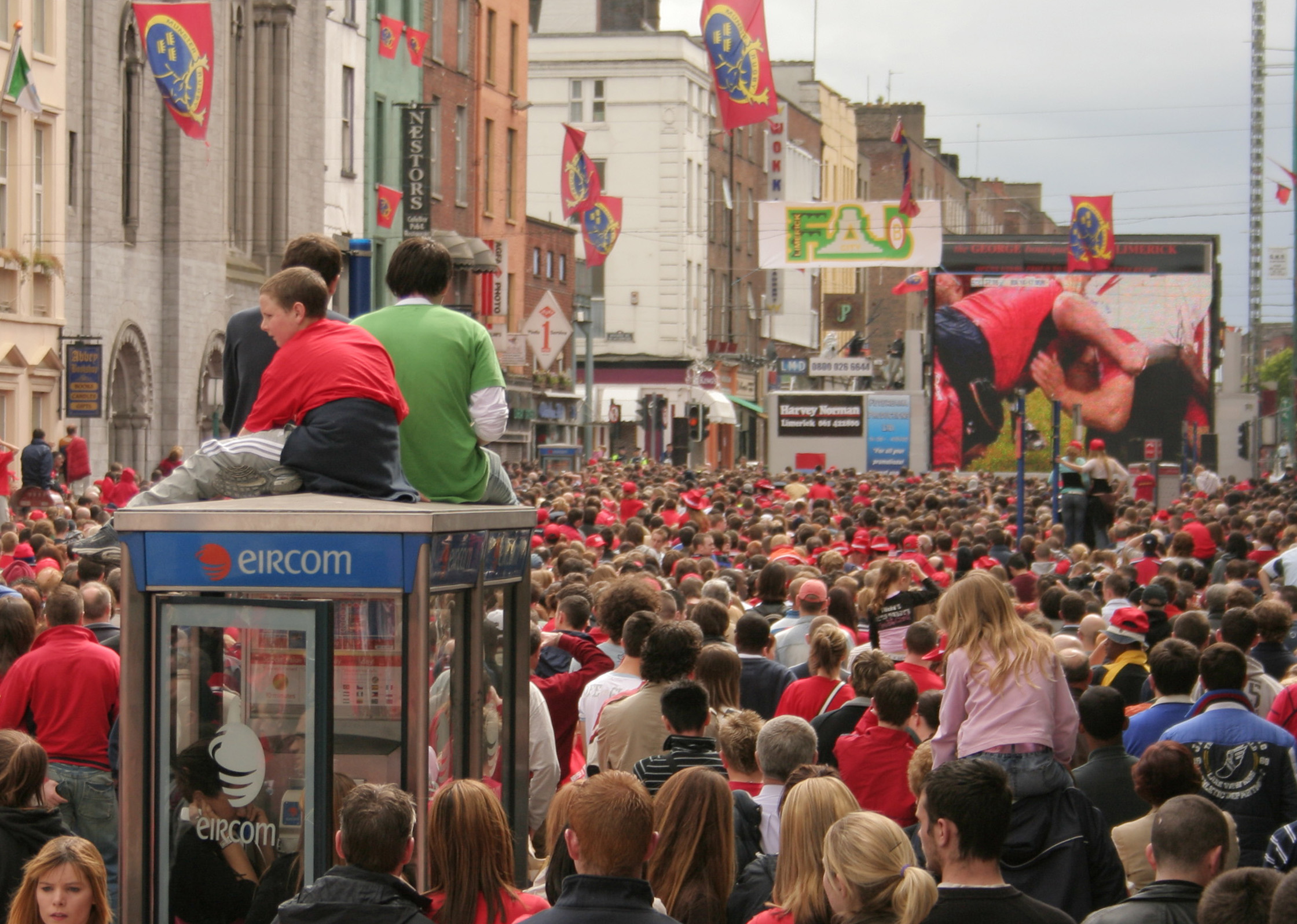
リムリックの通りの巨大スクリーンで2005-06ハイネケンカップを観戦するマンスターのファン。

2012年、トライ・ネイションズがアルゼンチンを加えて拡大し、ザ・ラグビーチャンピオンシップに改称された。大会の主催者SANZARは、2016年にアルゼンチンラグビー連合が正会員となり、SANZAARに改称された。SANZAARは21世紀に入ってスーパーラグビーも拡張し、2006年にはまず12チームから14チームに、2011年には15チームに、2016年には18チームとなった。2016年の拡大では、アルゼンチンと日本から新チームが加わり、創設国（南アフリカ、オーストラリア、ニュージーランド）外に初めてスーパーラグビーの地理的範囲が広がった。
2014年、ヨーロッパのクラブ競技会が改革された。最上位のハインリッヒとその下のヨーロピアンチャレンジカップカップがそれぞれヨーロピアンラグビーチャンピオンズカップとヨーロピアンラグビーチャレンジカップに置き換わった。最も顕著な構造の変化は最上位競技会に参加するクラブ数の24から20への減少と、チャンピオンズカップへの参加1枠を決定するためのプレーオフの導入である。
2020年時点で世界全体で見てプロラグビークラブは収益化に苦戦しており、一部スポーツメディアによると「世界のプロリーグを見てみると、どの国でもリーグ参加クラブの大半が赤字経営という、非常に残念な現実がある。イングランドのプレミアシップについて言えば、殆どのクラブで、ラグビーが大好きな億万長者が私財を投じてクラブ経営を支えるという、いびつなパトロン構造で成り立っている」という。

## 得点
ラグビーで使われる得点システムは長年にわたって何度も変更されてきた。最初は、「タッチダウン」を完了することでゴールへのキックを「試みる（トライする）」ことができた。これが「トライ」という単語の由来である。1890年以前は、得たゴール数で勝敗が決定された。ゴールはトライ後のコンバージョンの成功、ドロップゴール、またはマークからのゴールによって与えられた。試合が引き分けの場合、コンバージョンが失敗したトライの数によって勝者が決められた。このシステムによって試合での得点数はサッカーとより近いものとなり、そのため現在よりも引き分けがかなり多かった。1866年に結成された国際ラグビーフットボール評議会が取り組んだ最初の課題の1つは、標準的な得点システムを導入することであった。トライに対しては1点、トライ後のゴールへのキック（コンバージョン）が成功すると2点、ドロップゴールあるいはペナルティゴールは3点が与えられた。その後の変更のほとんどは、積極的、攻撃的なプレーを促進するために、ゴール（コンバージョン、ペナルティ、ドロップゴール、マークからのゴール）と比較した時のトライの価値を増加させた。
| 日付      | トライ                                                                                       | コンバージョン | ペナルティ | ドロップゴール | マークからのゴール | 注記                                                            |
| --------- | -------------------------------------------------------------------------------------------- | -------------- | ---------- | -------------- | ------------------ | --------------------------------------------------------------- |
| 1871–1875 | 得点なし                                                                                     | 1ゴール        | 1ゴール    | 1ゴール        | N/A                | 国際ラグビーフットボール評議会（IRFB）の開始以前のRFUのシステム |
| 1871–1875 | 試合はゴール数の差によって決定される                                                         |                |            |                |                    | 国際ラグビーフットボール評議会（IRFB）の開始以前のRFUのシステム |
| 1876–1885 | 1トライ                                                                                      | 1ゴール        | 1ゴール    | 1ゴール        | N/A                | 国際ラグビーフットボール評議会（IRFB）の開始以前のRFUのシステム |
| 1876–1885 | 試合はゴール数の差によって決定される。もしゴール数が等しい場合はトライ数の差によって決まる。 |                |            |                |                    | 国際ラグビーフットボール評議会（IRFB）の開始以前のRFUのシステム |
| 1886–1891 | 1点                                                                                          | 2点            | 3点        | 3点            | N/A                | 競技の運営がIRFBに引き継がれた後の得点システム                  |
| 1891–1894 | 2点                                                                                          | 3点            | 3点        | 4点            | 4点                | 競技の運営がIRFBに引き継がれた後の得点システム                  |
| 1894–1904 | 3点                                                                                          | 2点            | 3点        | 4点            | 4点                | 競技の運営がIRFBに引き継がれた後の得点システム                  |
| 1905–1947 | 3点                                                                                          | 2点            | 3点        | 4点            | 3点                | 競技の運営がIRFBに引き継がれた後の得点システム                  |
| 1948–1970 | 3点                                                                                          | 2点            | 3点        | 3点            | 3点                | 競技の運営がIRFBに引き継がれた後の得点システム                  |
| 1971–1977 | 4点                                                                                          | 2点            | 3点        | 3点            | 3点                | 競技の運営がIRFBに引き継がれた後の得点システム                  |
| 1977–1991 | 4点                                                                                          | 2点            | 3点        | 3点            | N/A                | 競技の運営がIRFBに引き継がれた後の得点システム                  |
| 1992–現在 | 5点                                                                                          | 2点            | 3点        | 3点            | N/A                | 競技の運営がIRFBに引き継がれた後の得点システム                  |

## 各国のラグビーユニオン設立の時系列
初の全国的ラグビーユニオンは1871年にイングランドで設立されたラグビーフットボール連合（RFU）であった。続く10年間でホームネイションズにおいてスコットランドフットボール連合（1873年、後のSRU）、アイルランドラグビーフットボール連合（1879年）、ウェールズラグビー連合（1881年）が結成された。フランスラグビー連盟は1919年、イタリアラグビー連盟は1928年に結成された。
南半球では、伝統的なラグビー強豪国である南アフリカとニュージーランドは19世紀が終わる前にそれぞれユニオンを結成した。白人の南アフリカラグビー評議会はアパルトヘイトの崩壊を受けて1992年に人種差別のない南アフリカラグビー連合と合併した。南半球で3番目の伝統的なラグビー強豪国であるオーストラリアでは、南部ラグビー連合（後のニューサウスウェールズラグビー連合）と北部ラグビー連合（後のクイーンズランドラグビー連合）がそれぞれ1874年と1883年に結成された。これらは最終的に1949年に合併し、オーストラリアラグビー連合（現在のラグビー・オーストラリア）となった。アルゼンチンラグビー連合は1899年に設立された。
ラグビーワールドカップに複数回あるいは全て出場している特筆すべき国の競技団体（とその設立年）はフィジーラグビー連合（1913年）、トンガラグビー連合（1923年）、サモアラグビー連合（1923年）、日本ラグビーフットボール協会（1926年）、ラグビー・カナダ（1965年）、USAラグビー（1975年）である。
1925年より前に設立された競技団体としてはローデシア/ジンバブエラグビー連合（1895年）、ドイツラグビー連盟（1900年）、セイロン/スリランカラグビー連合（1908年）、王立モロッコラグビー連盟（1916年）、マラヤ/マレーシアラグビー連合（1921年）、カタロニアラグビー連盟（1922年。後にフランシスコ・フランコによって解散）、スペインラグビー連盟（1923年）、ケニアラグビー連合（1923年）などがあり、これらはティア2およびティア3国である。
その他多くの競技運営団体が近年設立され、最も最近の例はヨルダン（2007年）、エクアドル（2008年）、トルコ（2009年）、アラブ首長国連邦（2001年）などである。

## 重要な国際大会
- 1883年: イングランド、アイルランド、スコットランド、およびウェールズの間の初のホーム・ネイションズ選手権
- 1900年: 1900年パリオリンピックのラグビー競技 – 1924年大会に終了。
- 1910年: ホーム・ネイションズ選手権がフランスを加えてファイブ・ネイションズ選手権となった。
- 1930年: ヨーロピアンカップ。ファイブ・ネイションズ以外の国が参加した。第二次世界大戦によって中断。
- 1951年: 南米ラグビー選手権（英語版）が開始。
- 1952年: ヨーロピアンカップの再開。
- 1981年: マカビア競技大会のラグビーユニオン競技（英語版）が開始。
- 1982年: パシフィック・トライネイションズ。トンガ、フィジー、サモアが参加。
- 1987年: 初のラグビーワールドカップ
- 1991年: 初の女子ラグビーワールドカップ。1998年まではIRB（現在のワールドラグビー）によって運営されず、1998年以前の優勝者は2009年までワールドラグビーに公式に認められていなかった。
- 1995年: PARA汎米選手権（英語版）
- 1996年: トライ・ネイションズ・シリーズがオーストラリア、ニュージーランド、南アフリカによって始まった。
- 1996年 女子ホーム・ネイションズ選手権が開始。
- 1998年: コモンウェルスゲームズ（英語版）とアジア競技大会のラグビー競技が始まった。また、IRBによって公認された初の女子ラグビーワールドカップが開催された。
- 1999年:
  - ワールドラグビーセブンズシリーズがIRBセブンズワールドシリーズとして開始。
  - 女子ホーム・ネイションズ選手権にフランスが加わり女子ファイブ・ネイションズ選手権となった。
- 2000年:
  - ファイブ・ネイションズにイタリアが加わり、シックス・ネイションズとなった。
  - アフリカカップ（英語版）の開始。
- 2002年: 女子ファイブ・ネイションズ選手権にスペインが加わり女子シックス・ネイションズ選手権（英語版）となった。
- 2003年: チャーチルカップがカナダ、アメリカ合衆国、イングランド・サクソンズ（イングランドA代表）によて始まった。
- 2004年: CARディベロップメント・トロフィー（英語版）（アフリカ）開始。
- 2006年: パシフィック・ネイションズカップ/パシフィック・ラグビーカップおよびIRBネイションズカップの開始。
- 2007年: （男子）シックス・ネイションズ委員会が女子シックス・ネイションズを公式に引き継いだ。男子と女子の大会を合わせるためにスペインがイタリアに取って代わられた。
- 2008年: アジア5カ国対抗の設立。IRBは19歳以下および21歳以下の世界選手権を新たな2段階の20歳以下の構造に組み合わせた。こ大会は現在ワールドラグビーU20選手権およびワールドラグビーU20トロフィーと呼ばれている。
- 2011年: 最後のチャーチルカップが開催。2012年から、アメリカ合衆国とカナダはWRの国際遠征カレンダーに含まれている。
- 2012年: トライ・ネイションズにアルゼンチンが加わり、ザ・ラグビーチャンピオンシップとなった[76]。
- 2016年:
  - アメリカズ・ラグビー・チャンピオンシップ（英語版）が現在の「6カ国対抗」のフォーマットで設立された。アルゼンチンA代表（現在はアルゼンチンXVと呼ばれる）とブラジル、カナダ、チリ、ウルグアイ、アメリカ合衆国のフル代表が参加する。
  - オリンピックで初めてセブンズ競技が行われた。
- 2018年: 女子セブンズがコモンウェルス・ゲームズで開始。

## 注目に値する試合
- 1871年: 初の認定された国際試合。レイバーン・プレース（英語版）でイングランドとスコットランドが対戦した[77]。
- 1905年: ウェールズが初遠征したニュージーランド代表（英語版）を僅差で破った。この試合は「世紀の試合」と呼ばれた[78][79]。
- 1973年: バーバリアンズがカーディフ・アーム・パークでオールブラックスを破った[80]。
- 1978年: アイルランドの地方代表マンスターがトモンド・パークにおいてオールブラックスを12対0で破った。これはオールブラックスの1978年の遠征の唯一の敗戦だった[81]。
- 1999年: フランスが1999年ラグビーワールドカップ準決勝で優勝の大本命オールブラックスに対して番狂わせを演じた[82]。
- 2000年: ニュージーランドが世界記録となるスタジアム・オーストラリアの109,784人の観客の前でオーストラリアを僅差で破った[83]。

## ティア1およびティア2国の国際デビュー
- 1871: スコットランド、イングランド（スコットランドの招待）
- 1875: アイルランド
- 1881: ウェールズ
- 1891: 南アフリカ（対ブリテン諸島代表）
- 1899: オーストラリア（対ブリテン諸島代表）
- 1903: ニュージーランド
- 1906: フランス（対ニュージーランド）
- 1910: アルゼンチン（対ブリテン諸島代表）
- 1912: アメリカ合衆国（対アルゼンチン）
- 1919: ルーマニア
- 1924: サモア、フィジー（互いに対戦）。トンガ（対フィジー）。
- 1929: イタリア（対スペイン）
- 1932: カナダ、日本（互いに対戦）